# Historia del náhuatl

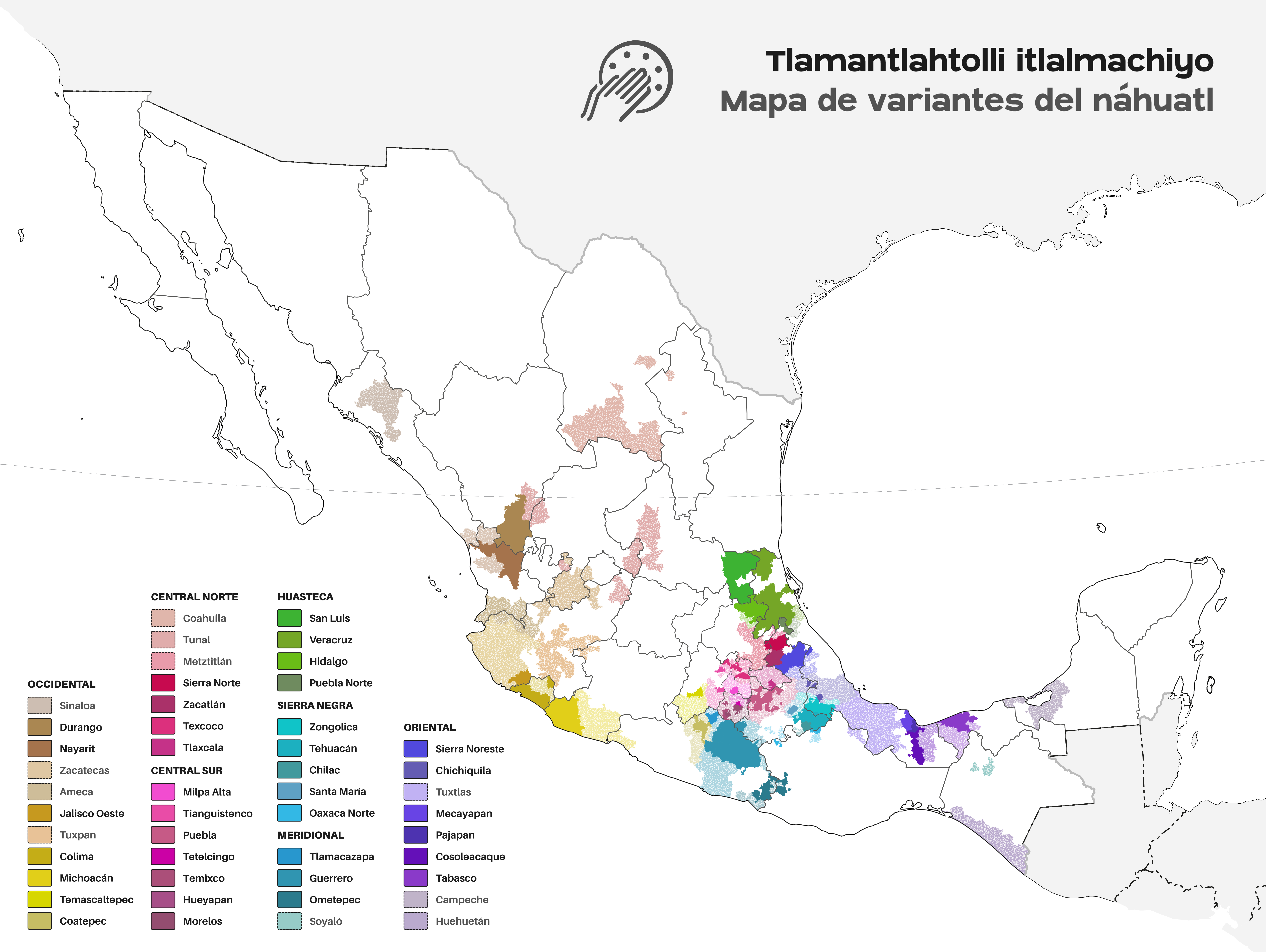
Variantes históricas y actuales del náhuatl en territorio mexicano clasificadas por grupo dialectal.

La historia de la lengua náhuatl o mexicana se puede rastrear desde la época de florecimiento de Teotihuacán. Desde el siglo IV d. C. hasta la actualidad, el recorrido y el desarrollo del idioma y sus variedades dialectales han pasado por un gran número de periodos y procesos, siendo utilizada la lengua por diversos pueblos, civilizaciones y estados a lo largo de la historia del área cultural de Mesoamérica.
Al igual que la historia de las lenguas, esta se analiza desde dos puntos de vista distintos principalmente: la interna —los procesos de cambio en el idioma— y la externa —los cambios en el contexto sociopolítico donde se habla la lengua—. A partir de esto, tomando como base la propuesta de clasificación de la evolución atestiguada del náhuatl por Ángel María Garibay, la historia de la lengua se divide en las siguientes etapas:
1. Época arcaica (hasta 900 d. C.)
2. Época antigua (900-1430)
3. Época clásica (1430-1521)
4. Época de contacto (1521-1600)
5. Reflorecimiento (1600-1767)
6. Decadencia (1767-1821)
7. Época moderna (1821-1910)
8. Época contemporánea (1910-actualidad)

Con base en estudios lingüísticos e históricos, Andrés Hasler Hangert señala que es en las primeras épocas cuando surgen las dos formas principales del idioma que dieron lugar a las variantes lingüísticas de hoy: el paleonahua y el neonahua. El paleonahua se desarrolló a lo largo de varios siglos, iniciando su proceso de cambios durante la época teotihuacana, siendo más conservador en el oriente de Mesoamérica. El neonahua, sin embargo, surge cuando los tolteca-chichimecas se expanden por gran parte del Valle de México, con innovaciones lingüísticas como la adición del sonido /t͡ɬ/.

## Introducción

### Orígenes
Sobre la cuestión del punto geográfico de origen, los lingüistas durante el siglo XX coincidieron en que la familia de lenguas yutonahuas se originó en el suroeste de los actuales Estados Unidos. La familia uto-azteca ha sido aceptada por los lingüistas como una familia lingüística desde principios de ese mismo siglo, y generalmente se aceptan seis subgrupos como válidos: númico, táquico, pímico, taracahíta, corachol y aztecano.
Tanto la evidencia arqueológica y etnohistórica es compatible con una difusión hacia el sur a través del continente americano; este movimiento de comunidades hablantes se dio en varias oleadas desde los desiertos del norte del actual México hacia el centro de México. El proto-nahua, por lo tanto, surgió en la región entre Chihuahua y Durango donde, al ocupar una mayor extensión de territorio, formó rápidamente dos variantes, una que se continuó dispersando hacia el sur con cambios innovadores (neonahua) mientras la otra (paleonahua), con rasgos conservadores del yutonahua, se desplazó hacia el oriente.
La migración propuesta de hablantes de la lengua proto-nahua en la región mesoamericana se ha colocado en algún momento alrededor del año 500, hacia el final del período Clásico Temprano en la cronología mesoamericana. Antes de llegar al centro de México, grupos pre-nahuas probablemente pasaron un periodo de tiempo en contacto con las lenguas cora y huichol del occidente de México (que también son uto-aztecas).

### Lenguas nahuanas
Las lenguas nahuanas o aztecanas son una ramificación del tronco yutonahua que han sido objeto de un cambio fonético, conocido como ley de Whorf, que cambió una original *t a /t͡ɬ/ antes de *a, en México se ha propuesto "nahuatlano" para designar a esta familia. Posteriormente, algunas lenguas nahuanas han cambiado este /t͡ɬ/ a /l/ o volvieron a /t/, pero todavía puede verse que la lengua pasó por una etapa /t͡ɬ/.
En náhuatl, el estado absolutivo en singular se marca con /-tli/ y el poseído con /-wi/ (ambos sufijos derivados del proto-utoazteca /*-ta/ y /*-wa/). En cuanto a las marcas de plural se usan sobre todo los sufijos /-meh/ (procedente del proto-utoazteca /*-mi/) y a veces /-tin/, /-tinih/ y /-h/, y en menor grado se usa la reduplicación de la sílaba inicial, aunque esto en náhuatl a diferencia de lenguas uto-aztecas como el guarijío o el pima es marginal.
Dakin argumenta que los conjuntos de correspondencia clave utilizados por Campbell y Langacker como evidencia de la existencia de una quinta vocal separada *ï que evoluciona del proto-utoazteca *u, su principal base para separar el idioma pochuteco del "aztecano general", fueron en realidad desarrollos posteriores por el cual el protonahua *i y *e > o en sílabas cerradas, y que el supuesto contraste en posición final en imperativos originalmente había tenido un clítico siguiente.

## Historia externa del náhuatl

### Época arcaica

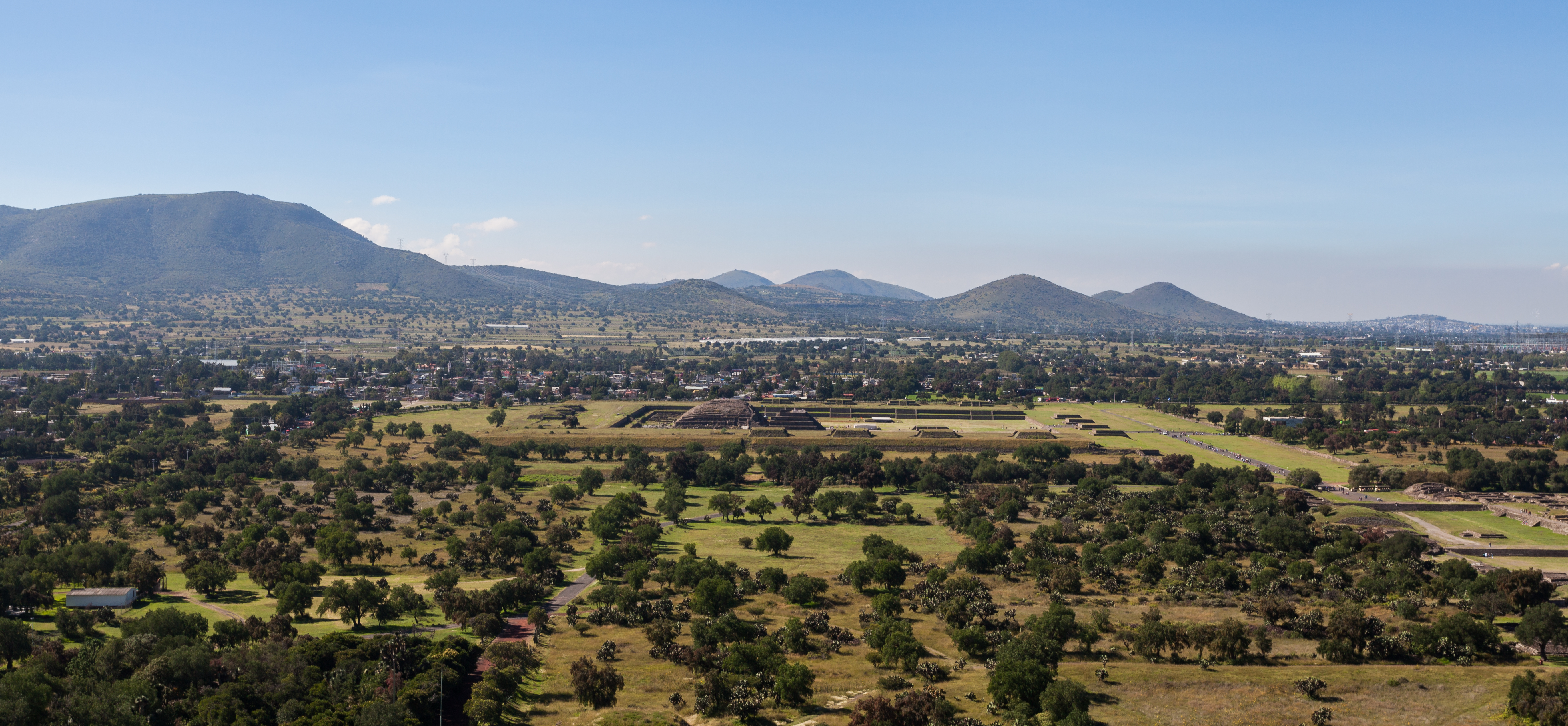
Vista de la ciudad de Teotihuacán.

El surgimiento —y difusión— del náhuatl y sus variantes en la Cuenca de México tuvo lugar durante la época de apogeo de Teotihuacán (c. 100-650 d. C.). Las rutas comerciales teotihuacanas sirvieron para una rápida difusión de la nueva lengua. La identidad etnolingüística de los fundadores y habitantes Teotihuacán es desconocida, sin embargo, durante mucho tiempo ha sido objeto de debate; de esta manera en los siglos XIX y XX algunos investigadores creían que Teotihuacán había sido fundada por hablantes de náhuatl; más tarde hacia finales del siglo pasado la investigación lingüística y arqueológica comenzó a contradecir ese punto de vista.
Kaufman acepta, como varios autores modernos, la probabilidad de que se haya hablado una variante nahua en la ciudad, pero desde su punto de vista, la cultura de Coyotlatelco, que se asocia con el ocaso teotihuacano, es la primera cuyos portadores debieron indudablemente ser hablantes de náhuatl en Mesoamérica, pues en particular fue difundida por esta. Asimismo, ha tomado fuerza en las últimas décadas la hipótesis del náhuatl en la ciudad, y sus argumentos comienzan a ser resonantes para la investigación moderna tras las conclusiones de Gómez y King: según nuevas perspectivas grotocronológicas, sugieren la existencia de un proto-náhuatl pochuteco en la ciudad; que debió de haber sido antecesor de todas las variantes nahuas modernas.
Teniendo en cuenta que Teotihuacán ejerció una gran influencia en una gran parte de Mesoamérica, el hecho de que existan préstamos lingüísticos del náhuatl en glifos mayas de los siglos IV y V indica que seguramente hubo un vínculo o conexión entre el náhuatl y los teotihuacanos, pues hubo una intensa interacción política y cultural entre Teotihuacán y los reinos mayas en Centroamérica.

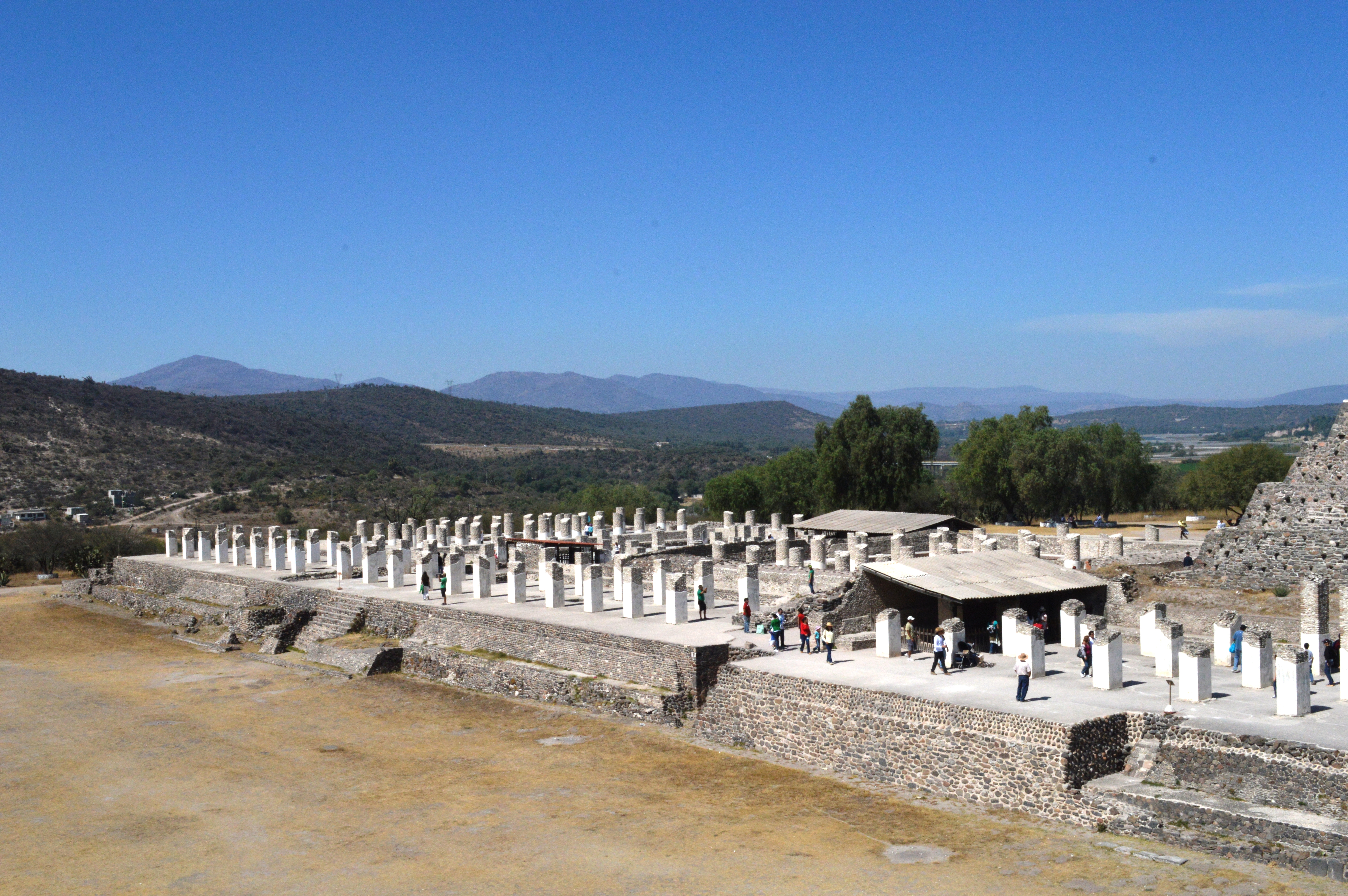
Vista de la ciudad de Tollan-Xicocotitlan.

También se cree que es más probable que la lengua teotihuacana estuviera relacionada con el totonaco o fuera de origen mixe-zoqueano. Buena parte de la migración nahua al centro de México fue consecuencia y no causa de la caída de Teotihuacán. Desde estas épocas tempranas se dieron préstamos entre las diferentes familias lingüísticas, incluso a nivel morfosintáctico. Después de que los nahuas llegaron a la zona de alta cultura de Mesoamérica, su lengua también adoptó algunos de los rasgos que definen el área lingüística mesoamericana; así, por ejemplo, los nahuas adoptaron el uso de sustantivos relacionales y una forma de construcción posesiva típica de las lenguas mesoamericanas.
Tras el colapso de la gran ciudad, surgieron modelos nuevos para detentar el poder. Junto con estos modelos, se cree que fue desarrollándose la lengua náhuatl. Para ese entonces, no solo era hablada por sus nativos, ya que poco a poco fue siendo adoptada por grupos otomangues más antiguos que habían dependido de Teotihuacán. Al fundarse Tula Chico en el siglo VII ya era evidente la influencia nahua, si bien no era muy intensa.

### Época antigua
Trescientos años después, al llegar los tolteca-chichimecas (reconocidos por las fuentes como "nahuas-chichimecas") al centro del actual México, se vuelve a fundar la ciudad de "Tollan" (hoy Tula), compartiendo el poder con los nonohualcas. De esta forma, los tolteca-chichimecas fueron los únicos neonahuas en llegar a La Huasteca, acorralando al paleonahua y desarrollando una mezcla de paleonahua y neonahua, razón por la cual las comunidades de hablantes de "variante T" están rodeadas por las de "variante TL".

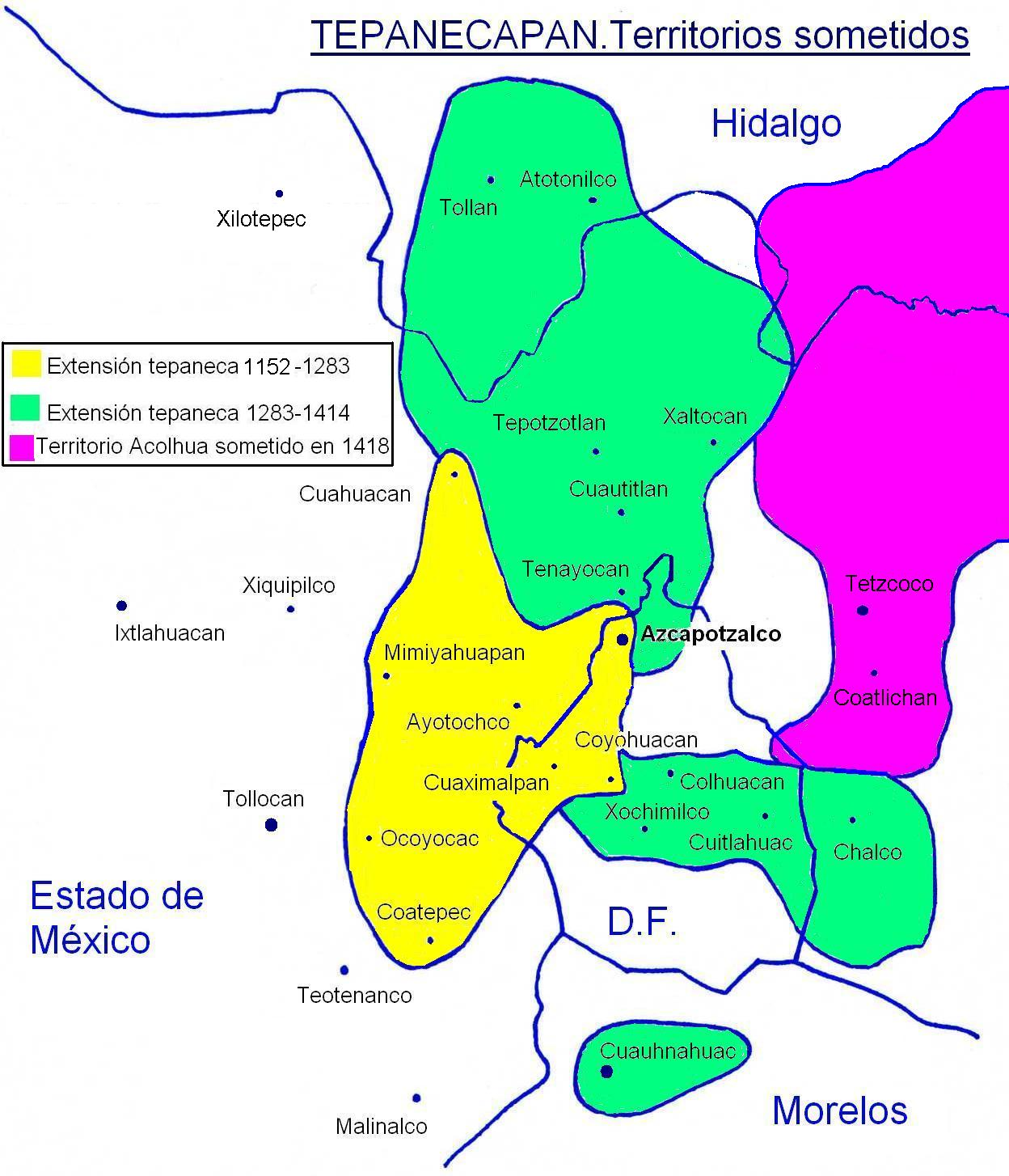
Extensión del territorio controlado por los tepanecas.

Es en este tiempo que el náhuatl adquiere relevancia política. En el Altiplano Central, en cambio, hubo un gran número de pueblos neonahuas en expansión, como los teochichimecas (luego conocidos como tlaxcaltecas, que expulsaron a los olmeca-xicalancas), los xochimilcas, los tepanecas (con capital en Azcapotzalco, que hablaban originalmente una variante del otomí) y los acolhuas de Texcoco (quienes lo adoptaron en el siglo XIV), entre otros. Las investigaciones arqueológicas han revelado que Azcapotzalco estaba habitado desde el periodo clásico (alrededor del año 600) y emparentados con teotihuacanos en cultura y lengua, pues es sabido que aún hablaban una lengua otomí en el siglo XIV a pesar de que el náhuatl ya era la lengua franca desde 1272.
Los últimos neonahuas que llegaron a la región fueron los mexicas. Para entonces, los tepanecas controlaban la región mediante un gobierno de triple alianza desde 1047 (de acuerdo con Chimalpahin) entre Azcapotzalco, Colhuacan y Coatlichan, siendo esta última reemplazada en 1370 por Texcoco (de acuerdo con Alva Ixtlilxóchitl). Se cree que en esta época se compusieron los cantares sacros de los Manuscritos de Cuauhtitlan y Coatlichan. Asimismo, los Veinte Poemas recogidos por Sahagún y los poemas que se encuentran en la Historia Tolteca-Chichimeca parecen datar de la época arcaica.
Según Ixtlilxochitl, el náhuatl en aquel tiempo era conocido bajo el nombre "colhua", es decir, de Colhuacan. También habló sobre la adopción de la lengua por los diferentes pueblos mesoamericanos. Él afirmaba que “no es su natural lengua la que hablan ahora porque según parece en la historia, su lengua era muy diferente a la que ellos trajeron de su naturaleza, y esta que hablan ahora es la que aprendieron en Texcoco”.
En la Guerra Tepaneca, los tenochcas, apoyados por los acolhuas, Huexotzinco y Tlaxcala, conquistan Azcapotzalco en 1428. Someten también a Tlacopan y otros tepanecas, venciéndolos finalmente en Coyoacán en 1430. Los tenochcas, habiendo ganado la independencia de su pueblo, establecen la Triple Alianza entre México-Tenochtitlan, Texcoco y Tlacopan, dando inicio a la época clásica de la lengua.

### Época clásica

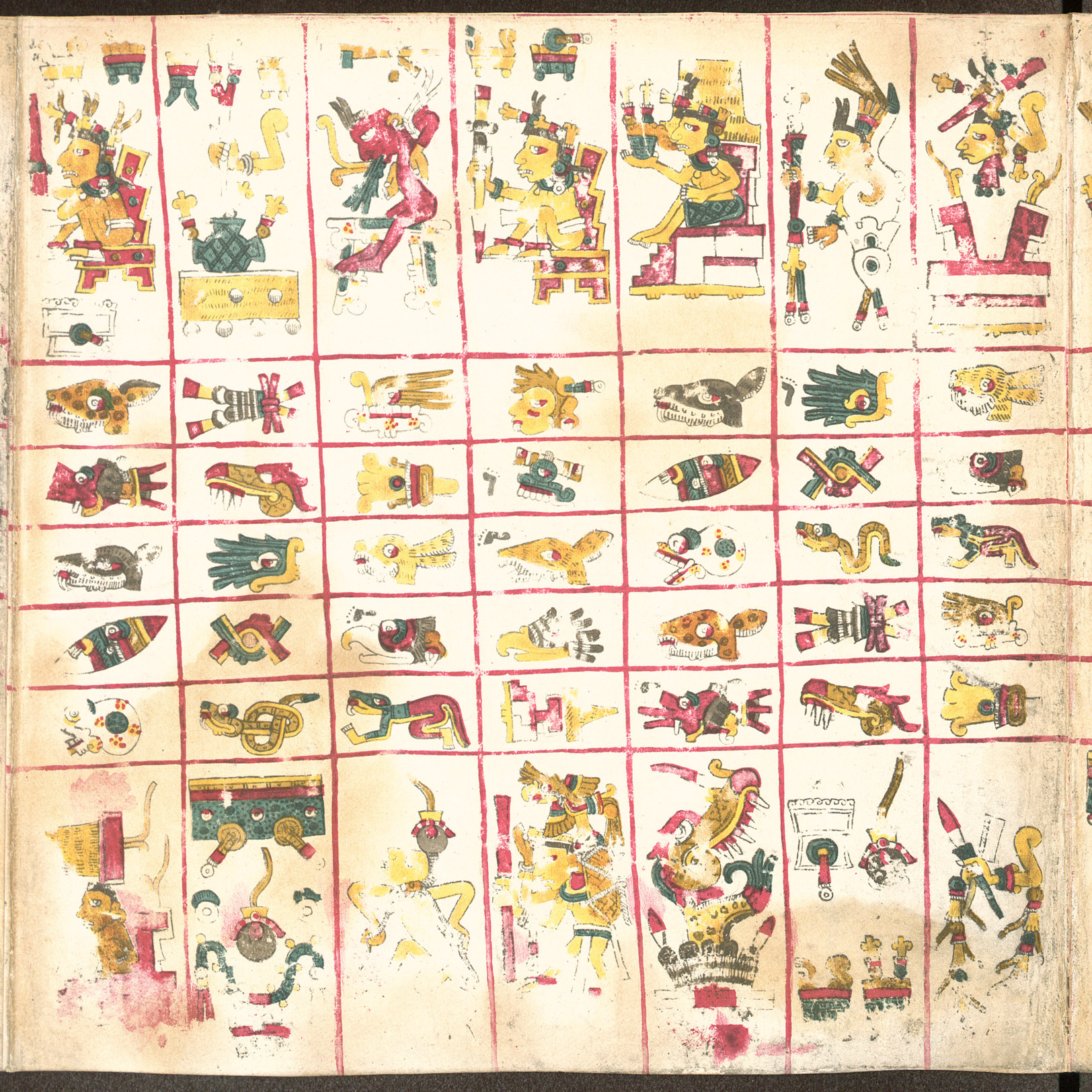
Página 4 del Códice Borgia.

Garibay se refiere a esta etapa como el "siglo de oro" de la lengua mexicana. Es en este tiempo cuando la lengua náhuatl es perfeccionada, con obras como los Cantares mexicanos y los Romances de los Señores de la Nueva España. Algunas características importantes de la época clásica son: una gran abundancia de léxico, una gran claridad en el idioma, un perfeccionamiento en la sintaxis y, por último, elegancia a través de procedimientos estilísticos como lo son el difrasismo y el paralelismo de frases.
La influencia política y lingüística de los mexicas llegó a extenderse en el área de Mesoamérica y el náhuatl se convirtió en una lengua franca entre los comerciantes y las élites de la región, por ejemplo, entre los mayas quiché. Tenochtitlan creció hasta convertirse en el mayor centro urbano mesoamericano, lo cual atrajo a los hablantes de náhuatl de otras áreas en que se había extendido los siglos anteriores, con lo que nació una forma urbana de náhuatl con diversas características que dieron forma al náhuatl clásico. Siguiendo esta idea, se cree que la lengua de la capital fue una koiné resultante del contacto entre hablantes de distintas variantes.
La interacción de otros reinos con Tenochtitlan implicó el uso del náhuatl como un idioma en el ámbito de asuntos de política exterior y el refuerzo de su uso entre las poblaciones locales. De esta forma, la Triple Alianza contribuyó a la consolidación y difusión del náhuatl en la región mesoamericana al igual que sus predecesores. Las prácticas administrativas y culturales desarrolladas por los mexicas parecen estar inspiradas en una historia previa del náhuatl. El idioma mexicano servía de uso común como segunda lengua entre diferentes grupos étnicos, además de que ya había una enorme presencia geográfica de comunidades nahuas a lo largo de Mesoamérica.
El náhuatl se estaba volviendo cada vez más refinado debido a la compleja vida de la época. De esta forma nació el náhuatl clásico culto y elegante de la época, generalmente conocido como tekpillahtolli, el "habla de los pipiltin (nobles)". Debido a su nombre, se ha creído popularmente que es la lengua madre de todas las variantes del idioma, lo cual es un error; no todas las variantes descienden del antiguo náhuatl clásico ni todos los documentos antiguos están escritos en esta variante. De hecho, en la misma capital del Imperio mexica existía variación en cuanto al habla de los nobles (pipiltin) y la gente común (masewaltin). La segunda se conoce como masewallahtolli "habla vulgar, común".

Extensión del Imperio mexica en Mesoamérica.

Nezahualcóyotl, tras la Guerra Tepaneca, inició su gobierno en Texcoco. Asimismo, ganó reputación de sabio y obtuvo una justa fama como autor de cantares. Su amplia formación intelectual se traducía en una elevada sensibilidad estética y un gran amor por la naturaleza, que quedaron reflejados no solo en la arquitectura de la ciudad, sino también en sus manifestaciones poéticas y filosóficas. Nezahualcóyotl llegó a construir un jardín botánico adornado con hermosas pozas de agua y acueductos en Tetzcotzingo, donde eran habituales las reuniones de intelectuales.
Aparte del aprendizaje en el hogar existían instituciones de educación obligatoria donde los habitantes aprendían a distinguir el habla común (masewallahtolli) del habla elegante (tekpillahtolli). En las escuelas indígenas (telpochkalli, kalmekak y kwikakalli) se ponía mucho énfasis en la adquisición de habilidades en oratoria, se aprendían de memoria largos discursos morales, históricos, obras de teatro y cantos. Esto hacía de la enseñanza de la lengua y en sí de la educación, un modelo de éxito.
Los tlacuilos, macehuales y pochtecas utilizaban la escritura mexica para escribir y utilizar los códices topográficos. La literatura mexica se registraba en amoxtli en piel de venado, papel de maguey, papel de palma o papel amate. El papel amate se utilizaba de manera extensiva con fines religiosos y comerciales (superficie de escritura, artículos rituales, documentos de transacciones económicas, registros de inventarios, etc). Entre los documentos nahuas más conocidos hechos con papel amate se encuentran el Códice Fejérváry-Mayer y el Códice Borgia. La existencia de logogramas (la escritura mexica) ha sido documentada desde la conquista. Recientemente, el aspecto fonético de su sistema de escritura ha sido descubierto, aunque muchos de los caracteres silábicos ya habían sido documentados desde el siglo XVI por Bartolomé de las Casas y analizados siglos después por Zelia Nuttall y Aubin.
A partir de la finalización de la conquista del Soconusco por Ahuízotl, en el año 1500, se empezaría a enviar pochtecas al reino quiché de Qꞌumarkaj (al que los mexicas llamaron Otlatlan) y sus vecinos. Pero serían los enviados por Moctezuma II (lo cual es referido en los Anales de los cakchiqueles), los que lograrían entablar relaciones con los señoríos mayas del altiplano guatemalteco. Algunos de estos grupos de pochtecas, incluso irían más lejos, estableciendo colonias mercantes en Honduras, Nicaragua (en ambos casos, específicamente en lo que fue la provincia de Taguzgalpa), Costa Rica y Panamá (en ambos casos, específicamente en la provincia de Duy y Mexicanos, donde se encontraban los zeguas o siguas).

### Época de contacto
Con la llegada de los españoles al corazón de México en 1519 y, principalmente, a partir de 1521, consumada la conquista española y tlaxcalteca del Imperio mexica, la situación del idioma náhuatl cambiaría de manera significativa; por un lado comienza un leve desplazamiento por la lengua española; por el otro, su uso oficializado para la comunicación con los nativos generó el establecimiento de nuevos asentamientos; a la vez se dio la creación de una amplia documentación en escritura latina, con lo cual se asienta un registro fidedigno para su preservación y comprensión, por lo que el idioma siguió siendo importante en las comunidades nahuas en el Imperio español.

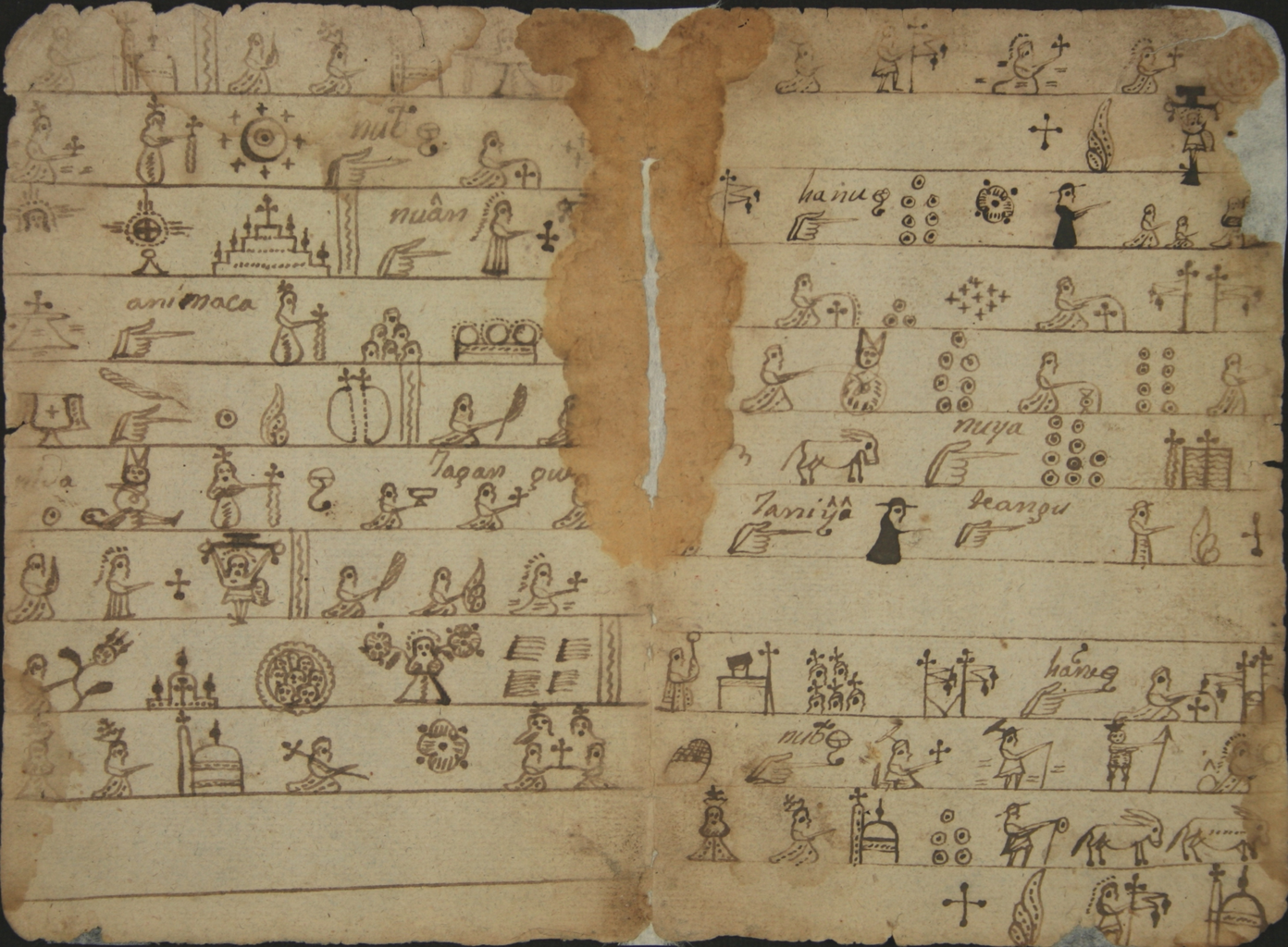
Escritos de un catecismo testeriano en mexicano del.

Para transmitir la prédica del evangelio e instruir a los indígenas en la fe católica, los franciscanos con fray Pedro de Gante (un misionero belga, pariente del emperador Carlos V) comenzaron a aprender en el año 1523, gracias a las élites nahuas, variantes cultas de la lengua mexicana, principalmente las habladas en las ciudades de Tenochtitlan, Tlatelolco, Texcoco y Tlaxcala. A la vez los misioneros emprendieron la redacción de gramáticas de las lenguas indígenas para su uso por parte de sacerdotes.
Para la evangelización en la Nueva España, los catecismos testerianos son documentos de relevancia histórica ya que explican los preceptos de la doctrina católica a través de imágenes basadas en convenciones indígenas previas a la Conquista e incorporan algunas veces la escritura occidental en español y otras lenguas. Deben su nombre a Jacobo de Testera (o Jacobo de Tastera), un misionero francés que recopiló catecismos de este tipo de sus autores indígenas.
La primera gramática náhuatl escrita en 1531 por los franciscanos se encuentra perdida, la más antigua que se preserva, el Arte de la lengua mexicana, fue escrita por Andrés de Olmos en el convento de Hueytlalpan y publicada en 1547. El Arte de Olmos fue la primera gramática propiamente desarrollada y la más antigua de la que se tiene noticia. Correspondió entonces al náhuatl ser la primera lengua del Nuevo Mundo en tener un arte o gramática. Destaca también el hecho de haber sido desarrollada antes que muchas gramáticas de lenguas europeas como la de la lengua francesa, y tan sólo 55 años después de la Gramática de la lengua castellana de Antonio de Nebrija.
En 1535, año en el que se establece el Virreinato de Nueva España, comienza una serie de actitudes y políticas en torno a las lenguas amerindias, las cuales comienzan a tener relevancia en asuntos de la Monarquía Hispánica y la Iglesia católica. Es en ese mismo año que el rey Carlos I de España ordena que se establezcan escuelas para enseñar “cristiandad, buenas costumbres, policía y lengua castellana” a los hijos de la nobleza indígena. Entonces los misioneros franciscanos fundaron escuelas —como el Colegio de Santa Cruz de Tlatelolco en 1536— para la nobleza indígena con el propósito de re-educarlos dentro de los cánones occidentales, donde aprendían teología, gramática, música, matemáticas.
Anales de Tlatelolco es el título de un códice en náhuatl escrito alrededor del año 1540 por autores nahuas anónimos. Este documento es el único que contiene el día en que los aztecas salieron de Aztlan-Colhuacan, así como el día de la fundación de México-Tenochtitlan. A diferencia del Códice Florentino y su relato de la conquista de México, los Anales de Tlatelolco permanecieron en manos indígenas, proporcionando una visión auténtica de los pensamientos y perspectivas de los nahuas recién conquistados.

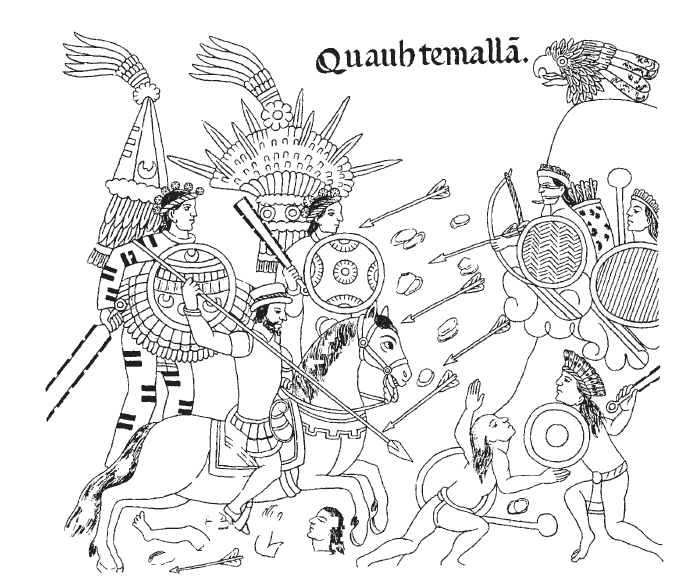
Tlaxcaltecas en Guatemala. Lienzo de Tlaxcala.

A través de la Conquista de Guatemala, llevada a cabo por españoles y aliados de varios grupos originarios del centro de México, principalmente tlaxcaltecas y cholultecas, el náhuatl se expandió antes y más lejos que el español. De esta forma, se convirtió en la lengua de conquista en la época virreinal. Asimismo, el idioma avanzó junto con los ejércitos conquistadores por Centroamérica, lo que derivó en que los topónimos de una gran parte del área de Mesoamérica se nahuatizaran, volviéndose nombres cristianos oficiales, vigentes todavía en la actualidad a la par que los nombres mayas tradicionales.
El 7 de junio de 1550, en nombre del emperador Carlos, se ordenó la enseñanza del español a los indígenas de todas las provincias en América a través de los misioneros. Ese mismo año, fray Rodrigo de la Cruz, sugirió al rey que cambiara la orden de enseñanza de la lengua española por la de la lengua mexicana, afirmando que muchos indígenas se confiesan en ella y considerándola “lengua elegantísima”.

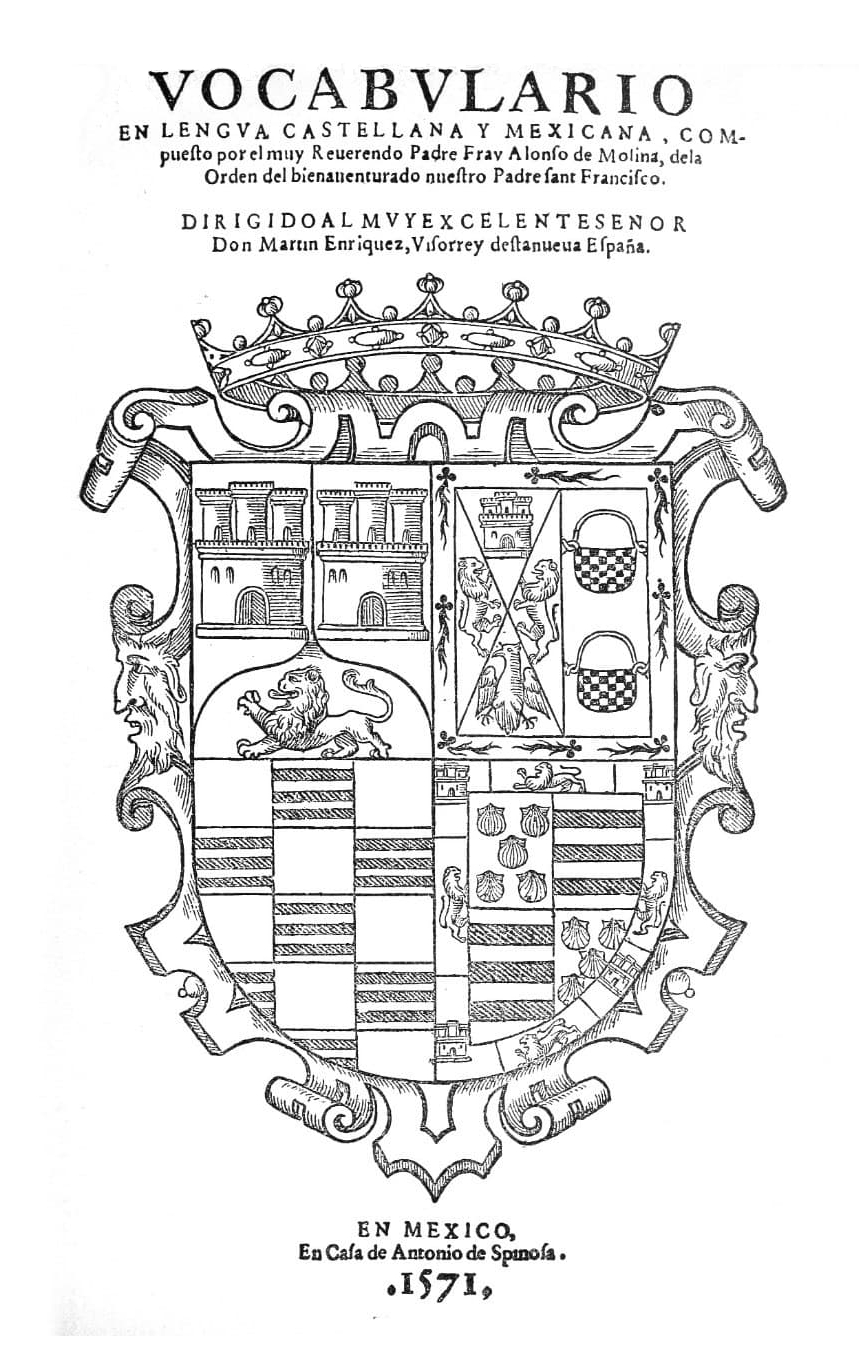
Portada del Vocabulario de fray Alonso de Molina.

Los españoles se dieron cuenta de la importancia que tenía la lengua y prefirieron continuar con su uso que cambiarla, también encontraron que el aprendizaje de todas las lenguas indígenas era imposible en la práctica, por lo que se concentraron en el náhuatl. De hecho, a pesar de los esfuerzos de la corona, los franciscanos continuaron enseñando náhuatl en los conventos neogallegos. En 1552, los franciscanos solicitaron permiso para enseñar el náhuatl en el Mayab debido a que los mayas no querían aprender español.
El primer vocabulario del idioma, titulado Vocabulario en lengua castellana y mexicana, fue escrito por fray Alonso de Molina y publicado en 1555. Para esta época ya era común la escritura del náhuatl en alfabeto latino. Durante todo el siglo, el idioma mexicano siguió siendo la lengua más utilizada, imponiéndose sobre otras mediante evangelizadores y catequistas indígenas, obligando a hablantes de otras lenguas mesoamericanas a alfabetizarse primero en náhuatl y posteriormente en su lengua materna.
Al llegar Felipe II de España al trono español en 1556, la posición de la corona sobre los asuntos lingüísticos del Imperio español cambió drásticamente. En el año 1558, el virrey Luis de Velasco I escribió al rey Felipe II para apoyar la iniciativa de los franciscanos para enseñar el náhuatl en Nueva Galicia como lengua general. Esto se debe principalmente a que tanto la corona como las entidades eclesiásticas tenían interés por la riqueza lingüística del imperio, viéndola como una forma de expansión política, económica y religiosa más que un obstáculo.
Al noble y letrado nahua Antonio Valeriano, gobernante de Tenochtitlan y Azcapotzalco, se le atribuye la autoría de una de las obras más destacadas e importantes de la literatura náhuatl, el Nican mopohua, que data del año 1556. Valeriano estudió y fue posteriormente profesor y rector en el Colegio de Santa Cruz de Tlatelolco. Sahagún se refiere a él como “el principal y más sabio” de sus estudiantes. Con Sahagún participó en la creación del Códice florentino y también enseñó el idioma náhuatl a Juan de Torquemada, autor de la Monarquía indiana. Además, fue uno de los más notables discípulos y asimismo informante de fray Bernardino de Sahagún y de fray Andrés de Olmos.

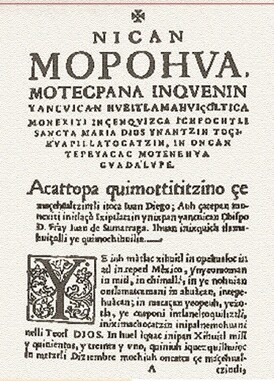
Primera página del Nican mopohua.

En 1569, una descripción escrita por franciscanos neogallegos explica la promoción del náhuatl realizada por frailes en Nueva Galicia para enseñar la doctrina cristiana. Los religiosos reportaron la enseñanza de la lengua mexicana y la doctrina tanto en mexicano como en latín en el informe elaborado a petición de Juan de Ovando, visitador del rey.
Es entonces cuando, en el año 1570, el rey Felipe II decretó que el náhuatl debía convertirse en la lengua oficial en la Nueva España con el fin de facilitar la comunicación entre los españoles y los nativos del virreinato. En el decreto, el monarca ordena que “los dichos indios aprendiesen todos una misma lengua y que esta fuese la mexicana que se podría deprender con más facilidad por ser lengua general”.
El mismo año, el médico del rey, Francisco Hernández, fue encargado de inventariar la farmacopea de los indios. Durante su expedición alcanzó el dominio del náhuatl, lo que lo ayudó a entender la "historia de las cosas" que estudiaba en el Nuevo Mundo. Él comentó que era difícil que en el idioma mexicano “se encuentre una palabra impuesta inconsideradamente al significado y sin étimo, sino que casi todas fueron adaptadas a las cosas con tanto tino y prudencia que oído solo el nombre, suelen llegar a las naturalezas que eran de saberse o investigarse de las cosas significadas”.
A esto le siguió que, en 1578, el rey ordenó que ningún religioso que no supiera mexicano tendría la autorización para encargarse de misiones ni de parroquias. Dos años después, expidió la cédula que creó las cátedras de lenguas en las universidades de América. La música novohispana en náhuatl también aparece en este siglo, dando lugar a composiciones como los motetes In ilhuicac cihuapillé y Dios itlaçònantziné atribuibles a Hernando Franco y extraídos del Códice Valdés. Otra destacada canción virreinal en náhuatl es Teponazcuicatl.
En ese tiempo, en el Reino de Guatemala se hablaba el náhuatl guatemalteco, el cual, por ultracorrección en la escritura, usaba "tl" donde en náhuatl clásico había "t" y reemplazaba la "tla" clásica por "ta". Por ejemplo, tetahtzin se convertía en tetlahtzin, titechnamiqui se convertía en tlitechnamiqui y tlalli se convertía en talli. Además, se tendía a convertir la "u" en "o". Las Memorias en lengua náhuatl enviadas a Felipe II por indígenas del valle de Guatemala hacia 1572 son los ejemplos más extensos atestiguados del náhuatl guatemalteco.
El mexicano se volvió la lengua utilizada para escribir los documentos coloniales tempranos de o dirigido a los pueblos nahuas centroamericanos, donde de los 66 documentos nahuas que se han encontrado ninguno está en náhuat sino en esta variante de náhuatl. Asimismo, era hablado comúnmente al oriente de Guatemala y probablemente también lo fuese en otras zonas de Centroamérica, principalmente entre la nobleza; sobre esto último, es de mencionar que en un informe de fray Francisco de Zuaza, datado del 8 de junio de 1689, al hablar sobre el monasterio seráfico en San Salvador, mencionó que “tiene a su cargo... una doctrina de indios mexicanos pipiles, que es como si dijéramos la lengua mexicana plebeya”.
Los jesuitas fueron la orden religiosa que más impulsó el sincretismo y la indianización. En 1579, el padre Pedro Morales escribió la Carta annua, en la que describe y explica detalladamente las festividades realizadas por los jesuitas cuando el Papa Gregorio XIII donó varias reliquias a Nueva España. En la carta incluye varios poemas en mexicano, español, italiano y latín. Los siguientes son algunos de los versos:

Tocniane touian
 ti quin to namiquiliti
 in Dios vel ytlaçouan
 matiquinto tlapaluiti.

Ah, compañeros salgamos
 a recibir en presencia
 a los amados de Dios
 a hacerles reverencia.

En el año 1580, Juan Suárez de Peralta, sobrino de Hernán Cortés, escribió desde España acerca del conocimiento del náhuatl por parte de los criollos. En ese texto explica que “hay entre los indios grandísimos secretos, los cuales no manifestarán a español ninguno si los hace pedazos; a los que nacemos en la Nueva España que nos tienen por hijos de la tierra y naturales y nos comunican muchas cosas, y más como sabemos la lengua, es gran conformidad para ellos y amistad”. Dos años después, se publicó un edicto en Guadalajara, Valladolid y México con la convocatoria a un concurso de oposición para la cátedra en náhuatl. Hubo quejas posteriores en la Audiencia de Nueva Galicia debido a que el obispo había puesto curas que no habían realizado el examen de suficiencia en la lengua mexicana.

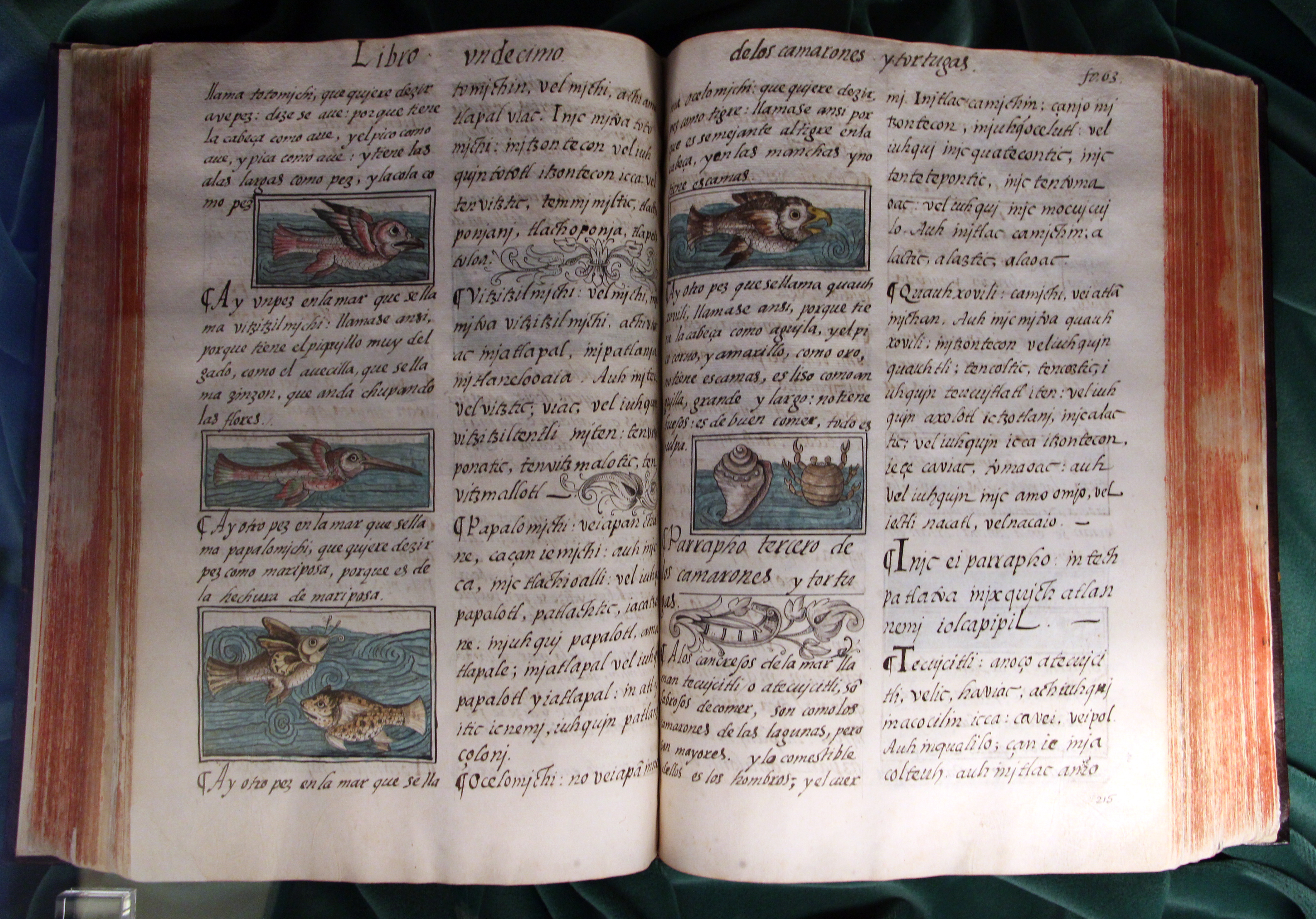
Libro XI del Códice Florentino.

En 1585, fray Bernardino de Sahagún terminó de escribir su obra titulada Historia general de las cosas de Nueva España, la cual hubo comenzado a escribir desde 1540. Es conocida comúnmente con el nombre de Códice Florentino. Esta obra enciclopédica, compuesta por 12 volúmenes en náhuatl y algunas partes en español y latín, fue declarada Patrimonio de la Humanidad por la Unesco.

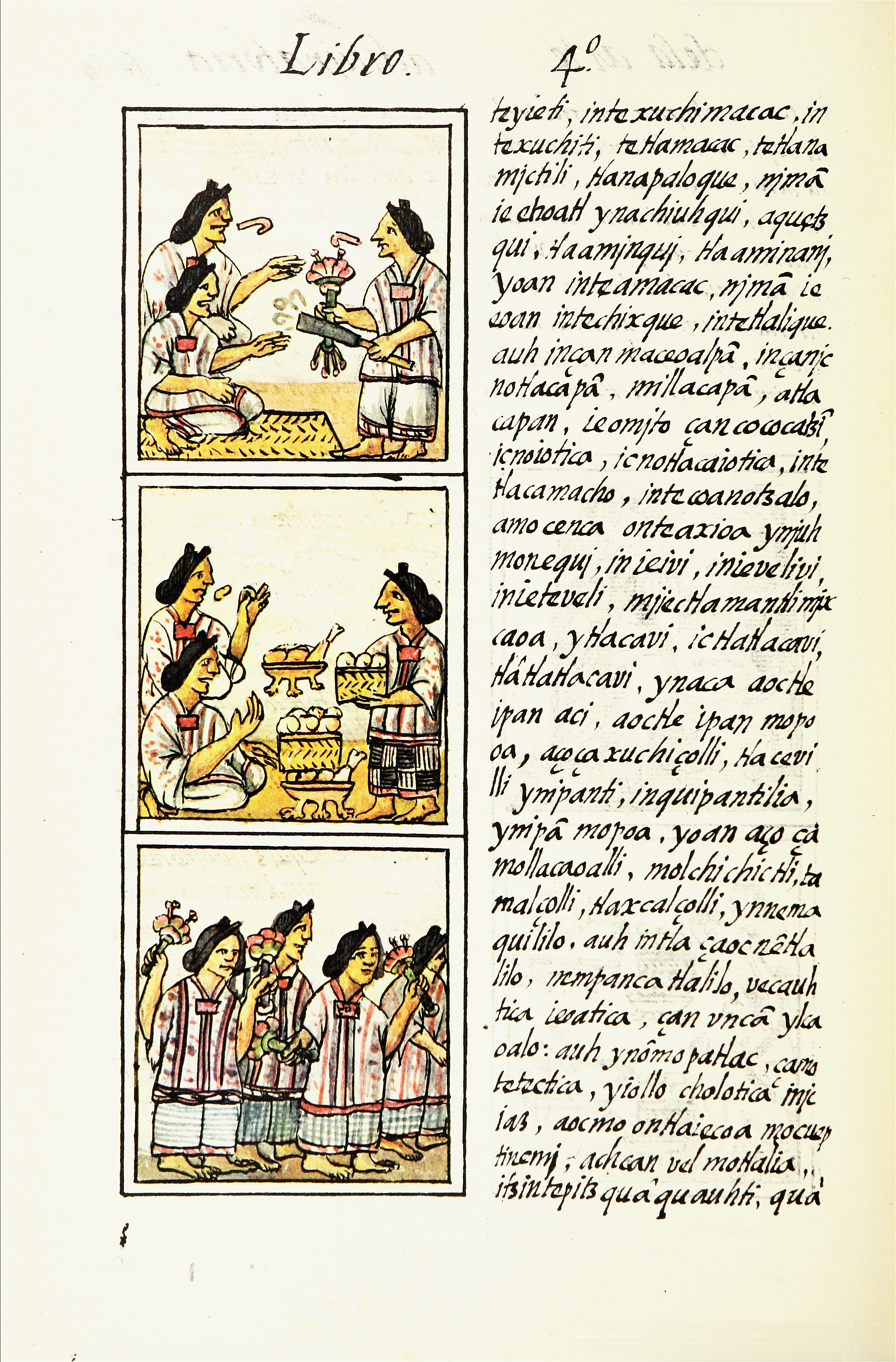
Página del Libro IV del Códice Florentino.

Ese mismo año, el III Concilio Mexicano mandó que los párrocos usaran la lengua autóctona de sus respectivas regiones, pero prohibió la ordenación de los indígenas como sacerdotes, esto último pensado para no promover los estudios avanzados entre los indígenas, aunque, de hecho, indígenas asistieron a la Universidad de México para estudiar diversas carreras, pues a la educación solamente podían acceder españoles e indígenas de la nobleza.
En julio de 1591, 71 familias tlaxcaltecas y 16 solteros llegaron a Saltillo y el pueblo de San Esteban de Nueva Tlaxcala fue fundado en el lado occidental del asentamiento español y separado de los españoles solo por un canal de riego. De esta forma, el náhuatl llegó al norte del actual México, específicamente a los actuales estados de Coahuila y Nuevo León, a través de la colonización tlaxcalteca.
En 1596, el Consejo de Indias propuso que se hiciera obligatorio el uso del castellano por la nobleza indígena, argumentando que el uso de los idiomas indígenas daría ventajas a los sacerdotes criollos y mestizos frente a los peninsulares. Sin embargo, el rey rechazó la propuesta, argumentando que lo mejor era solo disponer de maestros “para los que voluntariamente quisiesen aprender la lengua castellana”. Por otra parte, el rey dio la instrucción al virrey de que las escuelas para niñas indígenas no usaran sus lenguas.
Jerónimo de Mendieta, un franciscano vasco y nahuatlato, terminó de escribir en 1597 la obra que lo hizo famoso, la Historia eclesiástica indiana, que es una crónica de la evangelización en la Nueva España. En ella, se refiere al náhuatl como lengua general que generó un amplio bilingüismo y explica que la “lengua mexicana es la general que corre por todas las provincias de esta Nueva España”. Además, describe que “en todas partes hay intérpretes que entienden y hablan la mexicana porque esta es la que por todas partes corre, como la latina por todos los reinos de Europa”. Mendieta, en el mismo texto, también dejó su opinión sobre la lengua, afirmando que “la mexicana no es menos galana y curiosa que la latina, y aun pienso que más artizada en composición y derivación de vocablos, y en metáforas”.
En torno a 1598, Hernando de Alvarado Tezozómoc, nieto del tlahtoani Moctezuma II, escribió la Crónica Mexicáyotl, con algunas inserciones de Alonso Franco y Domingo Francisco Chimalpahin Quauhtlehuanitzin. La obra, escrita en náhuatl, narra la historia del pueblo mexica desde su salida de Aztlán hasta el inicio de la Conquista de México. Adicionalmente, era bien conocido y famoso entre nativos y españoles; y a causa de su posición noble, podía tener formación en la cultura de los conquistadores. Suele afirmarse también, con mayor seguridad, que fungió como nahuatlato (experto intérprete de náhuatl) en la Real Audiencia de México en ese mismo año. Otro de los descendientes del tlahtoani, Diego Luis de Moctezuma, redactó en 1598 una carta en náhuatl desde Granada, España, describiendo su trato con la corona española.

### Reflorecimiento
Es en esta época cuando la lengua mexicana alcanzó el estatus de lengua de prestigio, conviviendo con el latín y el español. Tanto peninsulares como criollos, mestizos, indígenas y negros escribieron en la lengua durante esta época, a través de la integración de esta en sus obras escritas. Además, la mayoría de los habitantes de Nueva España la usaba de forma oral sin importar si era de origen indígena, europeo o africano. Durante este período la Corona española permitió un alto grado de autonomía en la administración local de los pueblos indígenas, y en muchos pueblos la lengua náhuatl era la oficial de hecho, tanto escrita como hablada. El náhuatl clásico se utilizó como lengua literaria, y un gran corpus de documentos de ese período sobrevivió hasta nuestros días. Las obras de este período incluyen historias, crónicas, poesía, obras de teatro, obras canónicas cristianas, descripciones etnográficas y documentos administrativos.
En el año 1603, el rey Felipe III de España, habiendo recibido informes sobre que los frailes no estaban lo suficiente preparados en el ámbito lingüístico, ordenó que los clérigos debían de saber la lengua indígena de aquellos a los que adoctrinaban. Además, autorizó el examen de religiosos y permitió que se les removiera de los curatos si no tenían la suficiencia requerida.
Gaspar Fernández, un compositor y organista novohispano, específicamente guatemalteco, activo como maestro de capilla en las catedrales de Guatemala y Puebla, fue el autor del Cancionero Musical, importante documento conservado en el Archivo Musical de la Catedral de Oaxaca, que contiene más de 300 cánticos religiosos populares, compuestos entre los años 1609 y 1616, en español, náhuatl y portugués. Entre los más destacados y conocidos se encuentra el villancico Xicochi conetzintlé.
Unos años más tarde, en 1619, una real cédula aumentó la presión sobre los frailes en el asunto lingüístico, ordenando que “los virreyes procuren que los clérigos y religiosos que no supieren la lengua de los indios y fueren doctrineros sean removidos y puestos otros que la sepan”. Dos años después, Felipe IV de España llegó al trono, estableciendo ese mismo año que los conocimientos lingüísticos de los frailes deberían ser examinados cada vez que estos se trasladaran de curato. En 1620, en Guatemala, se escribió una obra literaria en náhuatl conocida como Título de Santa María Ixhuatán.
En 1623, Juan de Grijalva, un cronista agustino, explica que, ante un gran número de lenguas en todo el virreinato, se llegó a la conclusión de que usar la lengua más hablada de cada provincia sería la mejor opción para las labores misioneras. Asimismo, aunque la instauración de cátedras en lenguas ya se había decretado en la segunda mitad del siglo XVI, no fue hasta el año 1626 cuando finalmente se instauraron las cátedras de náhuatl y otomí en la Universidad de México. En 1629, Hernando Ruiz de Alarcón escribió el Tratado de las supersticiones y costumbres gentílicas, una recopilación de las costumbres indígenas novohispanas con oraciones en lengua mexicana.

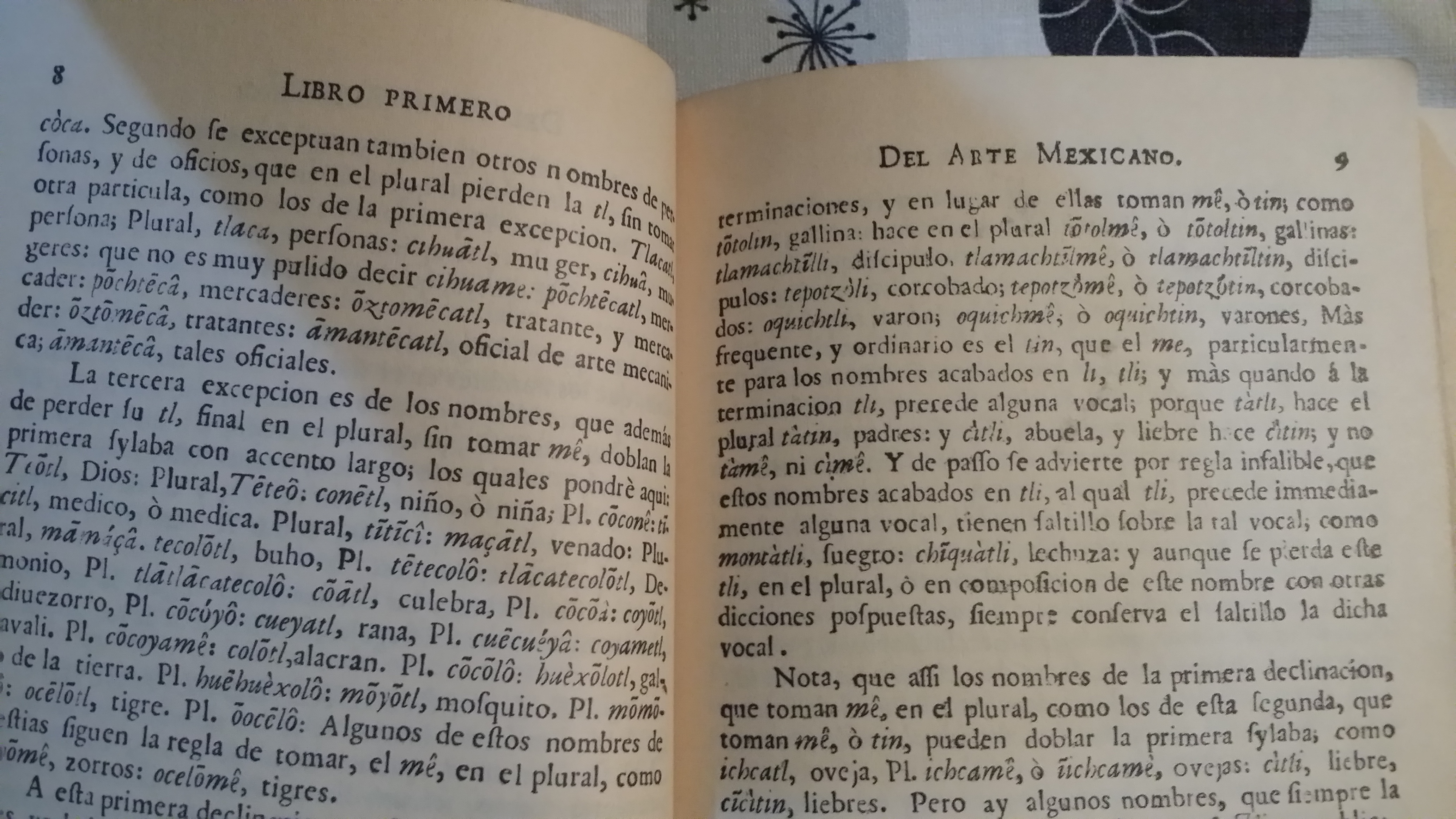
Páginas del Arte de la lengua mexicana de Carochi.

Entre 1607 y 1631, Domingo Francisco Chimalpahin Quauhtlehuanitzin, un historiador indígena, escribió un conjunto de obras históricas escritas en náhuatl conocido como las Relaciones de Chimalpahin, también con el nombre Diferentes historias originales. El cronista también escribió en náhuatl una obra conocida como Anales de su tiempo. En sus obras registra sucesos como la Batalla de Lepanto, la expedición de Cortés a Honduras y la visita de Hasekura Tsunenaga, la primera embajada de los japoneses al Virreinato de Nueva España.
Hacia el año de 1645 se tiene noticia de cuatro obras más publicadas cuyos autores son, en 1571 Alonso de Molina, en 1595 Antonio del Rincón, en 1642 Diego de Galdo Guzmán y en 1645 Horacio Carochi. Entre ellos, el sacerdote jesuita Antonio del Rincón, descendiente de la nobleza nahua de Texcoco, es conocido por ser el primer lingüista originario de América y el primero en analizar la lengua mexicana en sus propios términos, en lugar de construir sobre los moldes latinados de las gramáticas europeas, lo que se puede apreciar en su obra titulada Arte mexicana.
Horacio Carochi, un filólogo jesuita originario de Florencia, es considerado hoy en día el más importante de los gramáticos de la época virreinal. Fue en 1644 cuando concluyó el Arte de la lengua mexicana, inspirándose en el trabajo de Rincón, que fue revisado y elogiado por el padre Balthazar González S.J y su amigo Bartholomé de Alva quien había traducido las comedias de Lope de Vega y el auto sacramental El gran teatro del mundo de Calderón de la Barca al náhuatl.
Las gramáticas de Rincón y Carochi han sido especialmente importantes para los investigadores que trabajan en la nueva filología, debido a su enfoque científico que precede a las investigaciones lingüistas modernas, analiza más a detalle los aspectos fonológicos que sus predecesores e incluso sucesores, quienes no habían tomado en cuenta la pronunciación del cierre glotal (saltillo), que es en realidad una consonante, o la longitud vocálica.

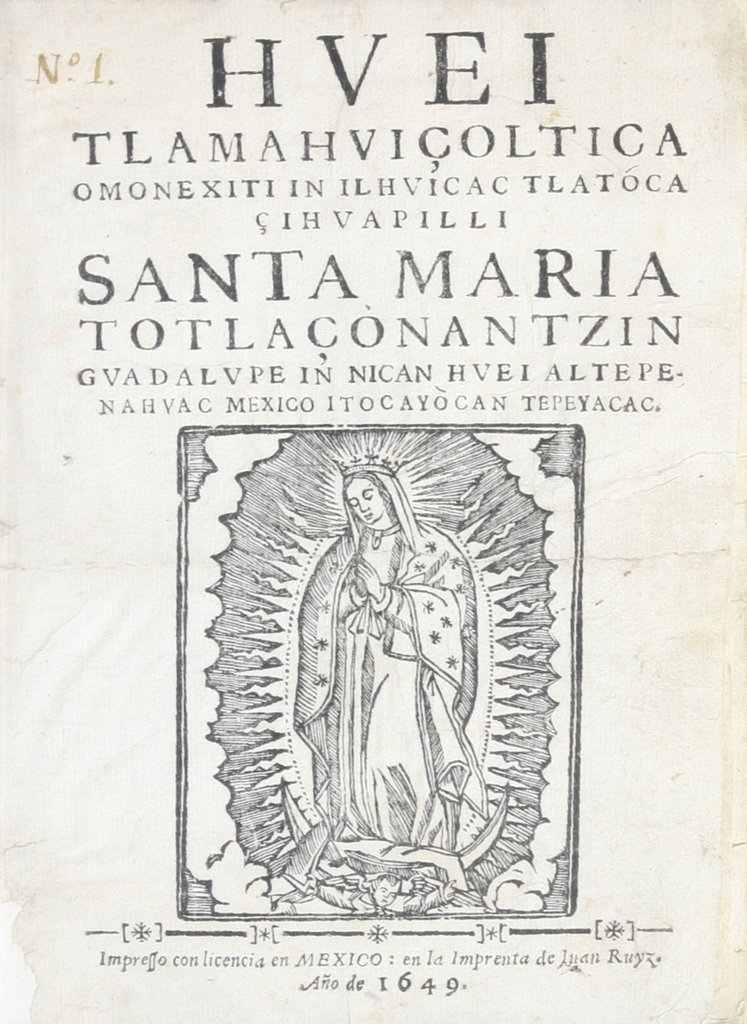
Portada del Huei tlamahuiçoltica.

Huei Tlamahuiçoltica es el nombre abreviado de la obra literaria en náhuatl, publicada en 1649 por el sacerdote novohispano criollo Luis Lasso de la Vega, donde se relatan las apariciones de la Virgen de Guadalupe al indígena Juan Diego Cuauhtlatoatzin en 1531. Esta obra, de hecho, contiene obras escritas por nobles indígenas, como el Nican Mopohua de Antonio Valeriano y el Nican Motecpana de Fernando de Alva Ixtlilxóchitl (descendiente directo de Nezahualcóyotl), una relación de 14 milagros atribuidos a la Virgen.
Debido a la dificultad que supuso encontrar catedráticos con conocimientos bilingües de mexicano y otomí, en 1670, la cátedra fue duplicada, creando una solo para el náhuatl y otra solo para el otomí. En 1673, fray Agustín de Vetancurt escribió un Arte de la lengua mexicana. En esta época también surge una gramática anónima del náhuatl guatemalteco hablado en Escuintla titulada Arte de la lengua vulgar mexicana de Guatemala.

En el año 1676, Sor Juana Inés de la Cruz, una religiosa jerónima y escritora novohispana de Nepantla, escribió el juego de Villancicos a la Asunción, donde incorpora un buen número de estrofas en náhuatl. Sor Juana, conocida también como la décima musa, incluyó en la extensa literatura en náhuatl los tocotines de sus villancicos, demostrando su dominio de la lengua mexicana, así como muchos intelectuales criollos de su época.

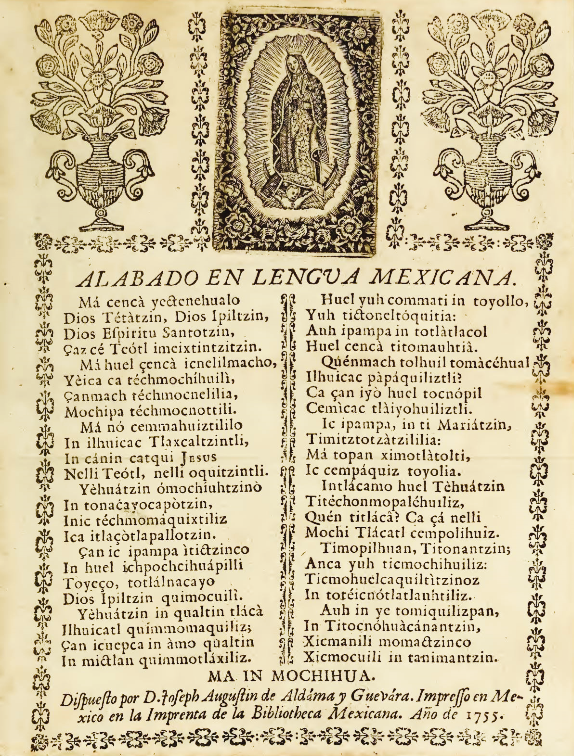
Alabado del año 1755 en lengua mexicana.

En este tiempo, el náhuatl cristianizado se difundió ampliamente gracias a la imprenta y el comercio. Una ventaja del idioma mexicano es que era más sencillo de aprender y estaba asociado a la civilización y el prestigio. Por ello, los comerciantes que viajaban por las provincias tenían acceso a vocabularios de náhuatl, los cuales se vendían en toda Nueva España. De esta forma, la situación lingüística en la Nueva España se mantuvo relativamente estable, pero en el año 1686 el rey Carlos II de España emitió una real cédula que prohibía el uso de cualquier idioma distinto del español en todo el Imperio español, reiterándola en 1691 y 1693, en las que dictó la creación de la "parcela escolar" para la enseñanza del idioma imperial.
Por esta época hay testimonios indicando que los españoles hablaban en mexicano directamente con sus tropas, comerciando, en el gobierno y en el hogar, dando lugar a una situación de diglosia y bilingüismo. En el caso de los criollos y mestizos, el aprendizaje del náhuatl era algo inevitable, pues comenzaba en la infancia debido al contacto con la población nativa. La expansión de la lengua también continuó, pues en Santiago Guatemala se daban clases de náhuatl los sábados, asistiendo alumnos hablantes de lenguas mayenses y español, además de miembros del cabildo.

En Filipinas, debido al Galeón de Manila, el náhuatl dejó una huella importante en sus idiomas, como el tagalo y el cebuano. En las ciudades y pueblos tlaxcaltecas de Coahuila y Nuevo León, debido a que el náhuatl neotlaxcalteca era el idioma en uso común, los miembros del gobierno local nombraban a un nahuatlato, que se encargaba de traducir los acuerdos en actas, copiando leyes y guardando libros en las arcas. Asimismo, es en este siglo cuando hay un mayor registro escrito del idioma mexicano en San Esteban de Nueva Tlaxcala, como lo demuestra la gran cantidad de documentos nahuas, especialmente testamentos, conservados de los siglos XVII y XVIII. En Nuevo León también se conservan textos en náhuatl.

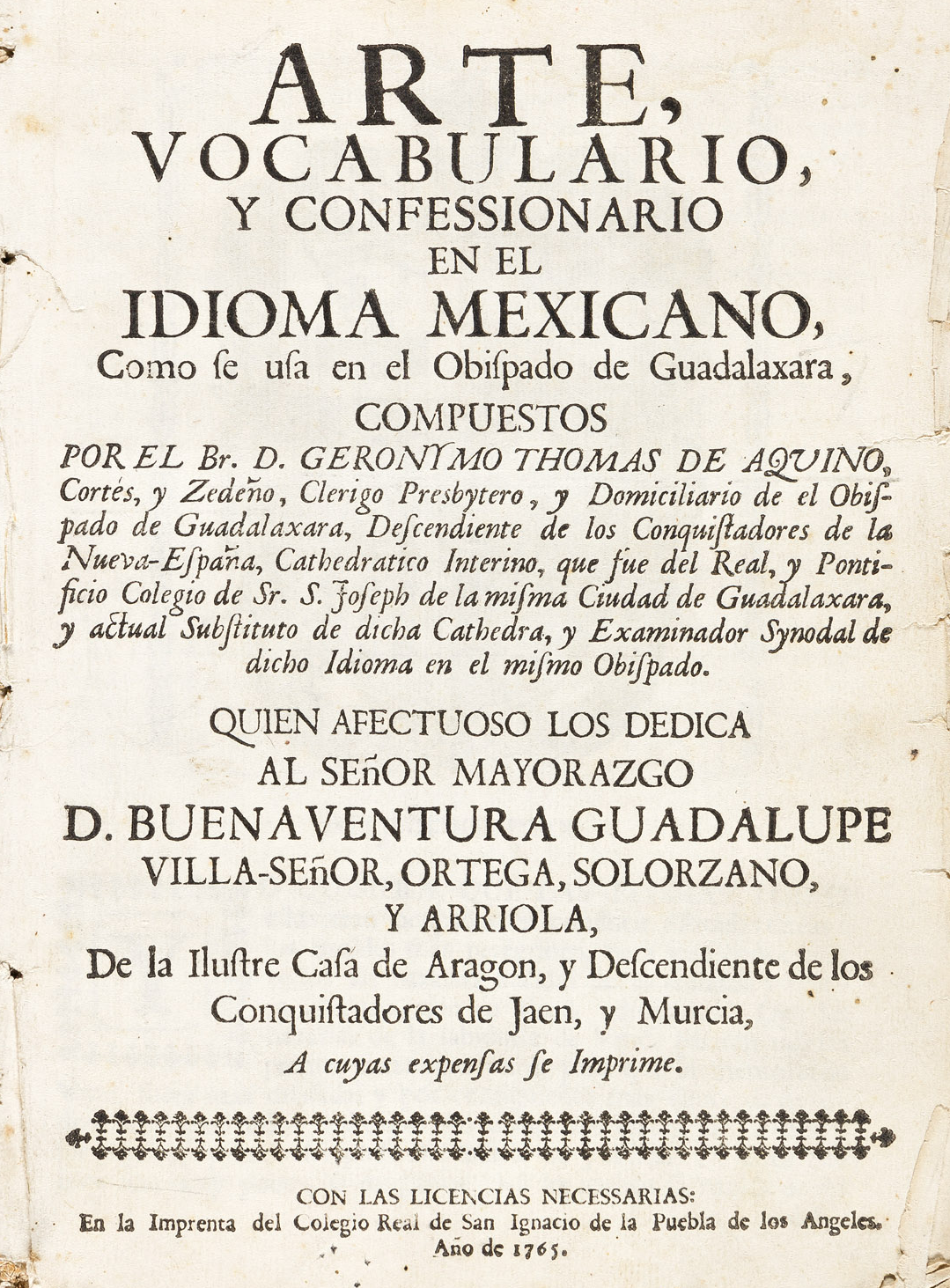
Primera página del Arte, vocabulario y confesionario en el idioma mexicano.

También es a partir de esta época que se integran más préstamos lingüísticos del español al mexicano, generando asimismo hibridismos mediante aglutinaciones de estos préstamos con palabras nativas. Calcos léxicos y extensiones de significado basadas en el español también se originaron durante el virreinato medio.
En torno a la educación indígena, en 1697 se realizó la real cédula que revocó la prohibición de los indígenas para su ordenación como sacerdotes, reiterándola en 1725. De esta forma, el rey de España declaró que los indígenas deberían ser tratados “según y como los demás vasallos en mis dilatados dominios de la Europa, con quienes han de ser iguales en todo”.
En este tiempo, el gobernador tlaxcalteca Juan Ventura Zapata escribió la obra en náhuatl titulada Chrónica de la muy noble y leal ciudad de Tlaxcala, y con noticias hasta 1689. La última parte de la Chrónica fue escrita por el cura Manuel de los Santos y Salazar, quien además escribió la obra teatral en náhuatl titulada Invención de la Santa Cruz.
En cuanto a las variedades centroamericanas, un documento anónimo, procedente de Escuintla, titulado Tratado de la vida y muerte de nuestro Señor Jesu Christo, en lengua vulgar Mexicana de Guatemala, menciona que al sureste de Guatemala, el náhuat (que refiere como pipil, y que afirma que está hecha de pedazos de la lengua reverencial, el mexicano) era hablado en 2 o 3 poblaciones, y que los hablantes no solían emplearla con los residentes españoles y sacerdotes, sino que para la comunicación interétnica utilizaban la lengua vulgar (el náhuatl guatemalteco).

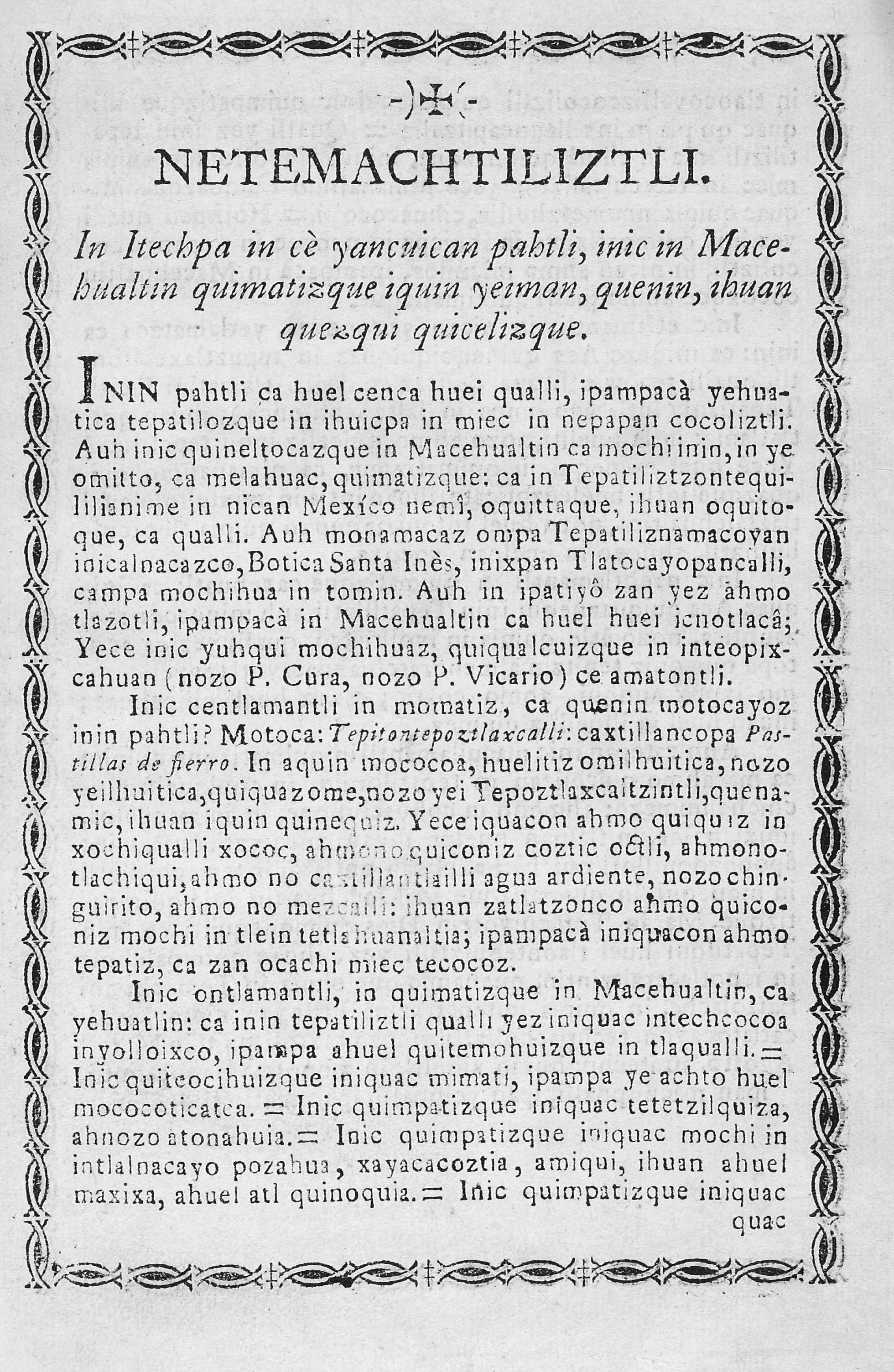
Instrucción para el buen uso de las pastillas de hierro, publicado por el médico José Ignacio Bartolache en 1774.

El rey Felipe V de España, ante una serie de problemas vinculados con el cumplimiento de Manuel José Rubio y Salinas de la real cédula de 1749 que ordenaba la secularización de las doctrinas, se dio cuenta de la oposición por indígenas, franciscanos, agustinos y los habitantes de la Ciudad de México, por lo que suavizó la secularización. Por ello, ordenó que los párrocos nuevos estuvieran “con perfección instruidos en los idiomas de los naturales y éstos en el castellano”.
En 1753, Carlos de Tapia Zenteno escribió el Arte Novíssima de Lengua Mexicana, una gramática en la que reflejó el náhuatl cambiante de la época y mostró aspectos de la variante huasteca o "serrana" (como la denomina en su arte). Un año más tarde, surge otra gramática importante del idioma mexicano, esta vez de la mano de José Agustín de Aldama. 
El filósofo Francisco Javier Clavijero, un sacerdote jesuita novohispano, conocido principalmente por su obra Historia antigua de México, estudió y analizó el lenguaje de la poesía náhuatl, calificándolo de “puro, ameno, brillante, figurado y lleno de comparaciones con los objetos más agradables de la naturaleza”.
En su tiempo hubo escritores europeos afirmando que en las lenguas de América no había suficientes palabras para expresar nociones generales y que no se podían representar conceptos metafísicos. Clavijero refuta esa idea por completo, indicando que “hay pocas lenguas más capaces de expresar las ideas metafísicas que la mexicana, porque es difícil hallar otra en que tanto abunden los nombres abstractos”.

### Decadencia
Esta etapa, considerada por Garibay la época de la "decadencia sistemática" o "disolvencia", inicia con el intento del cardenal Francisco de Lorenzana, arzobispo de México, para radicalizar un cambio de política lingüística estatal el 6 de octubre de 1769, emitiendo una carta pastoral sobre las lenguas de Nueva España, refiriéndose a estas como “una enfermedad contagiosa que aparta a los indios del trato social con los españoles. Es una plaga que pervierte los dogmas de nuestra Santa Fe”.

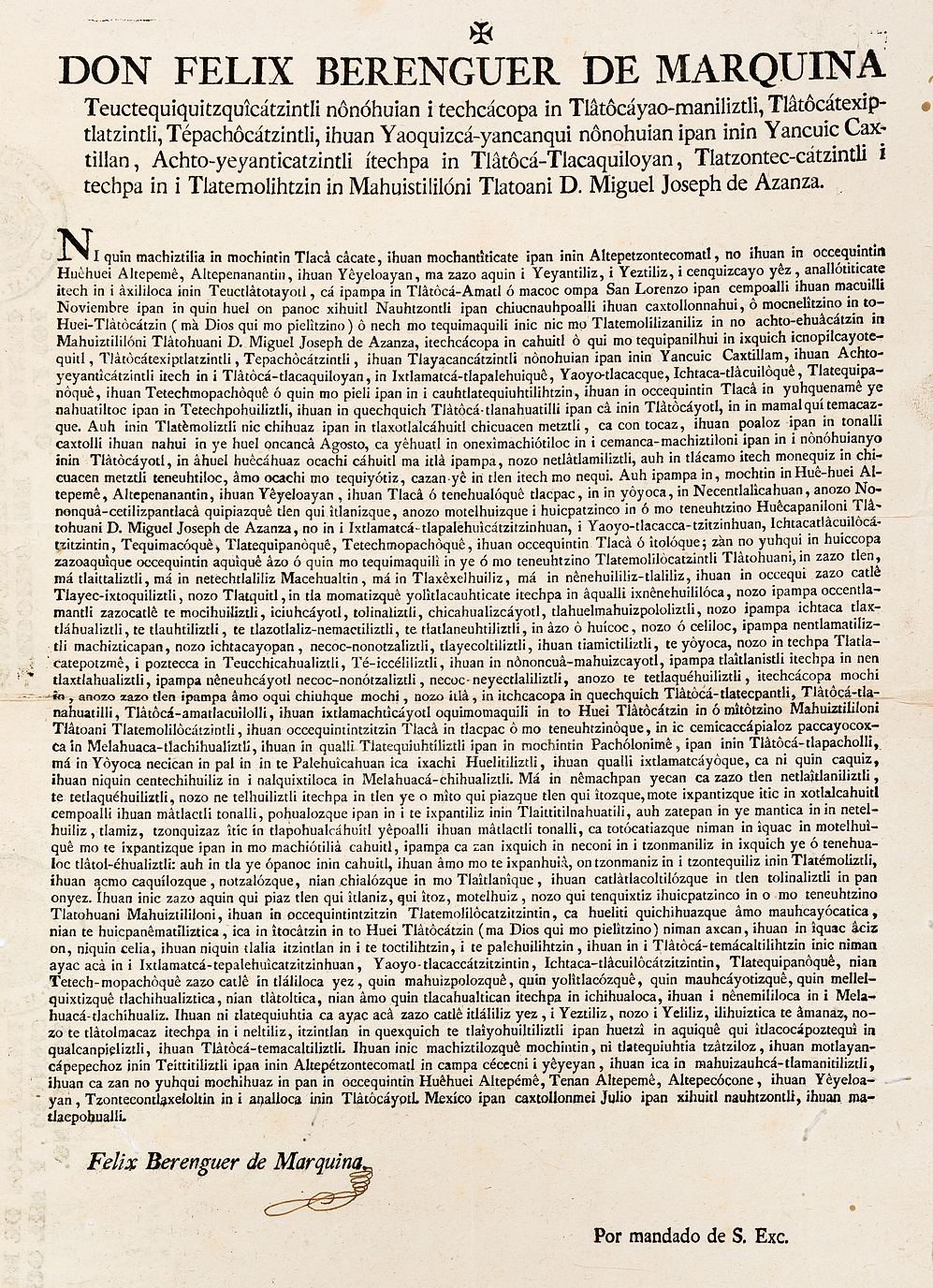
Bando en náhuatl del traspaso de poderes del virrey Miguel José de Azanza a Félix Berenguer de Marquina.

Entre las causas del inicio de la decadencia, también figuran la expulsión de los jesuitas dos años antes, lo que derivó en el exilio de un gran número de estudiosos del idioma mexicano como lo fue el mismo Clavijero, y la política absolutista de los Borbones con el rey Carlos III de España, ya que el poder en el Imperio español se centralizó tratando de evitar el bilingüismo. Un decreto de Carlos III el 10 de mayo de 1770 estableció la creación de nuevos centros de enseñanza completamente en castellano para la nobleza indígena y con ello trató de quitar el náhuatl clásico como lengua literaria.
A partir de este decreto, se empezó a difundir entre las personas la idea de que solo se podría predicar a los indígenas en español. Rafael Sandoval, un cura que escribió el Arte de la lengua mexicana de 1810, recoge que la cédula del rey Carlos III establece “que el dictamen no era ni podía ser que por ahora se dejasen sin ministros del idioma a los pueblos”, a lo cual también opina que esas personas difundiendo la idea de solo predicar en español “voluntariamente cierran los ojos para no ver en la misma cédula”.
La imposición del español casi no afectó la situación lingüística de la época. Por lo tanto, se infiere que de estas políticas la implementación fue moderada. De hecho, Sandoval indica que “antes bastantemente manifestó lo contrario el mismo Sr. D. Carlos en el año posterior de 1777 dotando las cátedras de idioma mexicano y otomí en el Real Colegio de Tepotzotlan”, señalando una actitud diferente del rey siete años después del decreto.

A finales del siglo XVIII, en las regiones central y sur del virreinato, las lenguas vernáculas eran ampliamente habladas. En las zonas rurales, los criollos y los mestizos interactuaban frecuentemente con las comunidades indígenas. Como resultado, muchos españoles comprendían y podían comunicarse en náhuatl. Para los médicos también era importante conocer la lengua, tanto para atender a los pacientes como para relacionarse con los médicos indígenas.

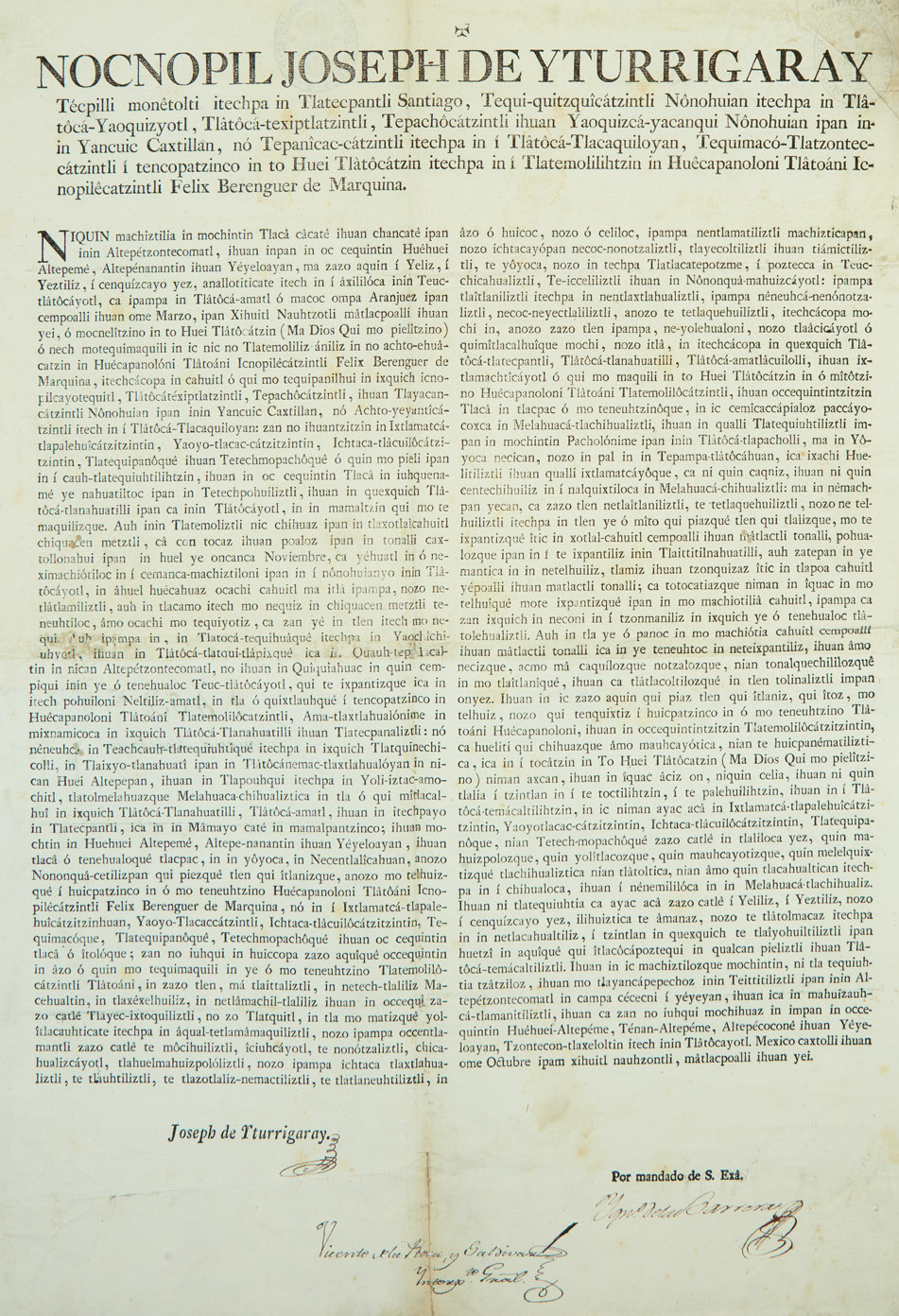
Bando en náhuatl del traspaso de poderes del virrey Félix Berenguer de Marquina a José de Iturrigaray de 1803.

En las ordenanzas del Hospital Real de Naturales de 1778 se estableció que todos los capellanes y el rector debían ser hablantes de náhuatl y otomí. Todavía en esta época, los idiomas autóctonos gozaban del orgullo de sus hablantes, tanto así que los pueblos veían con recelo a quienes no hablaran su lengua. A partir del año 1800, los bandos emitidos por el gobierno novohispano pasaron a ser bilingües en español y en mexicano por ley, dando lugar a la inclusión del idioma en el nivel administrativo virreinal.
En la década de 1810, al inicio del movimiento de independencia, la situación indígena y del habla del náhuatl en realidad había sido sostenido pues el 65 % de la población era indígena de los 6 millones de habitantes del país y la lengua mexicana seguía siendo la lengua franca. Además, los tribunales españoles admitían testimonios en náhuatl y documentación como prueba en los juicios, con traductores judiciales que exponían en español.
El explorador alemán Alexander von Humboldt, en su Ensayo político sobre el reino de la Nueva España, publicado en 1811, documentó que “la lengua mejicana, que es la de los aztecas, es la más extendida, pues se habla... hasta el lago de Nicaragua, en un espacio de 400 leguas”. Asimismo, mencionó que la lengua “está casi tan extendida y es tan rica como la de los incas”, por lo que a comienzos del siglo todavía se utilizaba como lengua franca en Nueva España.

La utilización de libros escritos en náhuatl en las escuelas novohispanas demuestra que, en efecto, una parte de la enseñanza se realizaba en este idioma indígena. En el año 1819 se publicó un Silabario en náhuatl, lo cual es una señal de que la alfabetización en náhuatl ya se había formalizado en las instituciones educativas. Durante esa época, el maestro de escuela de Xochimilco amonestaba en mexicano a los padres de familia con el fin de que mandaran a sus hijos a las clases. 

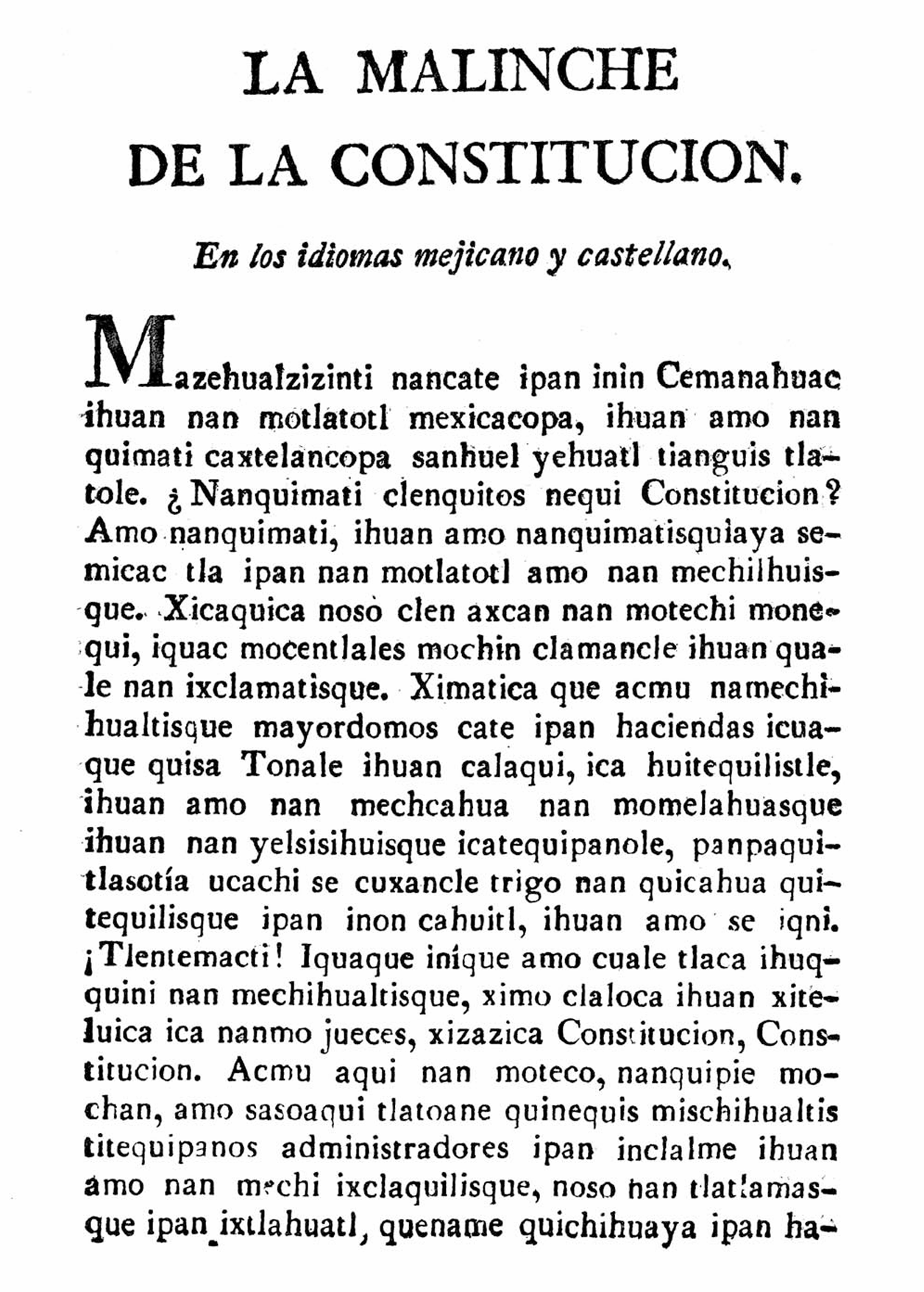
Primera página de La Malinche de la Constitución.

En 1820, el redactor del Diario de México, el político Carlos María de Bustamante, lanzó un manifiesto bilingüe a los hablantes nativos de lengua mexicana con el título La Malinche de la Constitución. Con este texto pretendió que los nahuas conocieran en su lengua materna sus nuevos derechos y obligaciones como españoles, otorgados por la Constitución española de 1812, que había sido restaurada durante el Trienio Liberal.
Hacia el final del Virreinato, la nobleza indígena, que hablaba la variante del idioma mexicano más estandarizada en su época (el náhuatl clásico), fue desplazando su lengua a favor del español. Los indígenas bilingües, a pesar de dominar el español, no olvidaban su lengua materna ni dejaban de actuar como miembros de los pueblos. La gente común, en cambio, utilizaba sus propias variedades dialectales regionales, por lo que estas se volvieron dominantes en los textos. Con la consumación de la independencia de México, desapareció el uso escrito del náhuatl como medio oficial de documentación imperial española.

### Época moderna
A lo largo de la época moderna, la situación de las lenguas indígenas aumentó en precariedad cada vez más en México, y el número de hablantes de prácticamente todas las lenguas indígenas disminuyó. A pesar de que el número absoluto de hablantes de náhuatl en realidad ha aumentado en el último siglo, las poblaciones indígenas se han vuelto desde entonces cada vez más marginadas en la sociedad mexicana.

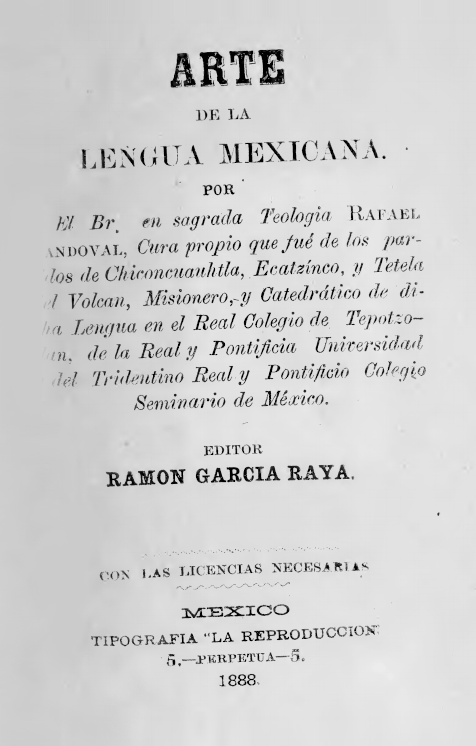
Primera página del Arte de la lengua mexicana (1810), reimpresión de 1888.

A principios de la década de 1820, Juan Rodríguez Puebla trató de realizar un proyecto educativo donde se pudieran usar los idiomas indígenas en la enseñanza de la población originaria. Sin embargo, hubo políticos como José María Luis Mora que no avalaron una educación especializada. No obstante, Mora hablaba y escribía náhuatl, e incluso recomendaba el estudio de las lenguas nativas, aunque considerándolas meramente lenguas clásicas.
En este tiempo comienza la mayor imposición del español y la discriminación contra los idiomas indígenas se vuelve habitual, pues se estigmatiza de la forma que la sociedad clasifica el hablar un idioma autóctono como "cosa de indios". La Constitución de 1824, pudiendo haber sido escrita perfectamente en náhuatl, se escribió en español, precisamente debido a que quienes la escribieron eran hispanohablantes, aunque el idioma español ni siquiera era la lengua mayoritaria para entonces.
Al inicio de la Primera República Federal se abolió la categoría de "indios", junto con los derechos, privilegios y principios administrativos que confería a nivel comunitario en las Leyes de Indias. Mediante este hecho, el estado mexicano buscó la asimilación y exterminación de los pueblos indígenas. En cuanto a la asimilación, la estrategia de la castellanización tenía como objetivo integrar a los indígenas en el mercado laboral mundial. A partir de estos cambios se idealizó una imagen mítica y glorificada del pasado indígena, pero se marginó al indígena moderno.
En la década de 1830, debido a la necesidad de querer construir una nación unida y modernizada, los liberales José María Luis Mora y Valentín Gómez Farías estuvieron a favor de integrar a los pueblos indígenas y fusionarlos con las masas en general y por ello propusieron en las actas de gobierno que no existiera la distinción entre "indios" y "no indios", solo teniendo que recurrir a las palabras pobres y ricos. Esto supondría que, al no considerar a los indígenas como entidad propia, se estaría ignorando la división cultural y lingüística del país. A pesar de sus ideas, Mora y otros estudiosos propusieron en 1835 la creación de una academia de la lengua que conservaría la “pureza del castellano”, pero también elaboraría “gramáticas y diccionarios de los distintos lenguajes hablados en México”, proyecto frustrado debido a la inestabilidad del país.

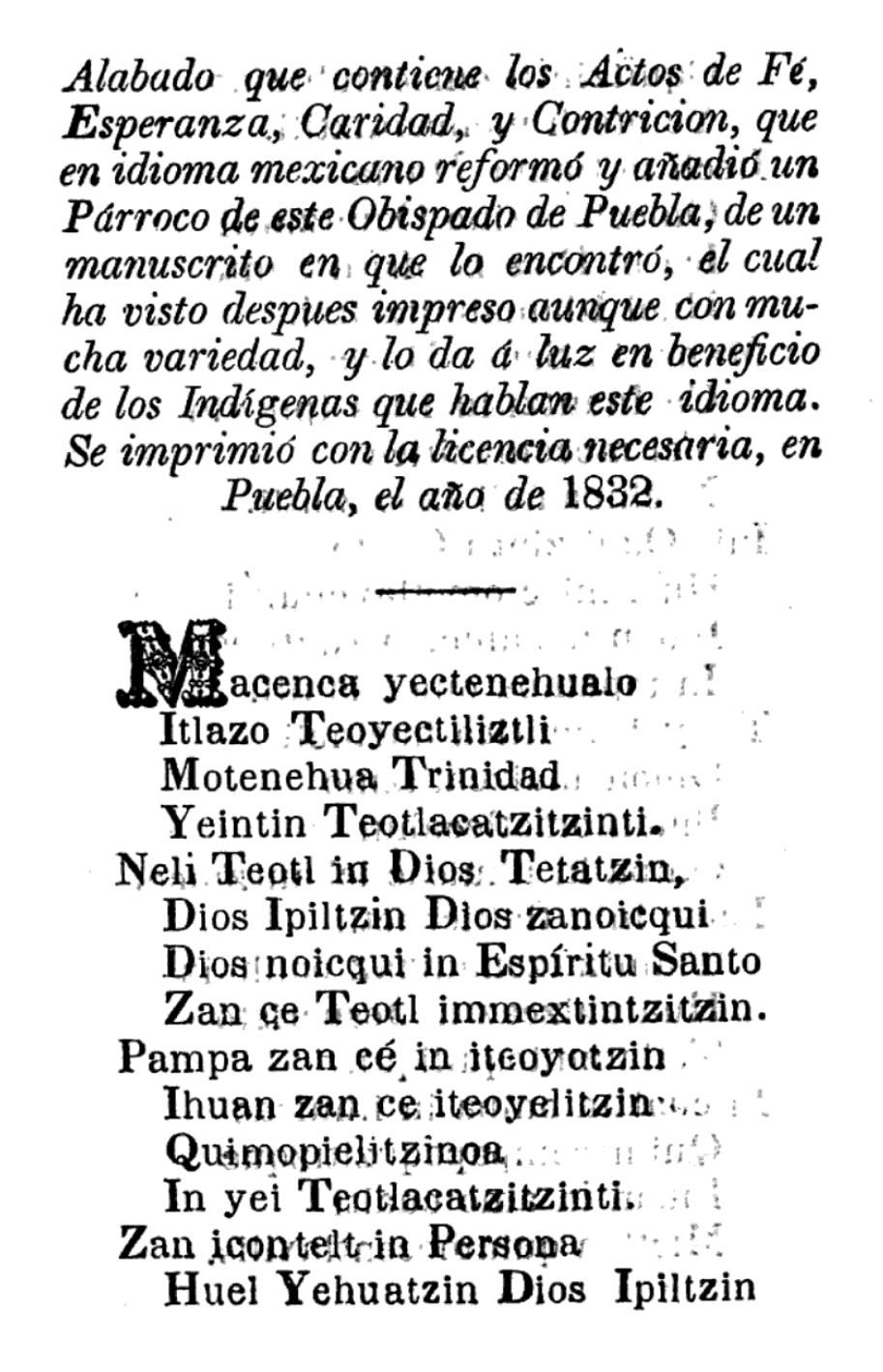
Alabado escrito en idioma mexicano impreso en Puebla en el año 1832.

Por otra parte, hubo quienes promovían el uso de las lenguas autóctonas para retirar las barreras culturales que apartaban a los pueblos originarios del resto de los ciudadanos mexicanos. Entre estos, Vicente Guerrero, Carlos María de Bustamante y Juan Rodríguez Puebla. Sin embargo, pocos fueron los que apoyaron esta idea, por lo que no fue suficiente para cambiar la política lingüística llevada a cabo en la primera mitad del siglo. En 1849, el nahuatlato Faustino Chimalpopoca publicó Silabario de Idioma Mexicano. En el año 1857, Ignacio Ramírez ordenó que se publicaran materiales didácticos en las lenguas originarias de México.
Los grandes cambios en las comunidades indígenas se dieron a partir de las reformas agrarias emergidas del Plan de Ayutla por medio de la Ley Lerdo a mediados del siglo XIX, con lo cual se abolían las tierras comunales y a partir de entonces los indígenas se vieron forzados a pagar una serie de nuevos impuestos y que bajo la coacción de hacendados y gobierno no pudieron pagar creándose los grandes latifundios, lo que provocó que poco a poco fueran perdiendo sus tierras, su identidad, su lengua, e incluso su libertad. Miguel Lerdo de Tejada sostenía que “no debe tolerarse la subsistencia de comunidades de indígenas, procurándose por el contrario la repartición de los bienes de que han sido propietarios y éste es cabalmente uno de los principales preceptos de la ley”.
Este proceso aceleró los cambios en la relación asimétrica entre las lenguas indígenas y el castellano, así el náhuatl se vio cada vez más influenciado y modificado; como primera consecuencia es observable una zona de una rápida pérdida del habla y las costumbres cercana a las grandes ciudades, como segunda consecuencia se ven zonas donde la castellanización es más fuerte provocando un bilingüismo activo, en una tercera zona se mantuvieron los hablantes indígenas más aislados y conservaron más puras sus tradiciones. Para la mitad del siglo XIX, los hablantes de lenguas indígenas ya eran el 37 % de la población.
Durante el Segundo Imperio Mexicano, el emperador Maximiliano I procuró tener un traductor especialista en náhuatl-español porque tenía interés en que en el imperio se usara más el idioma que hablaba una gran parte de la población, por lo que se dedicó a aprender el idioma mexicano y su traductor, Faustino Chimalpopoca, que pertenecía a la élite indígena de la época, se convirtió en su maestro y formó parte del gobierno imperial. A pesar de todo, el idioma mexicano no fue reconocido como idioma oficial del Imperio mexicano, aunque sí se valió de este como una herramienta de dominio territorial en disputa frente a sus rivales, los liberales.

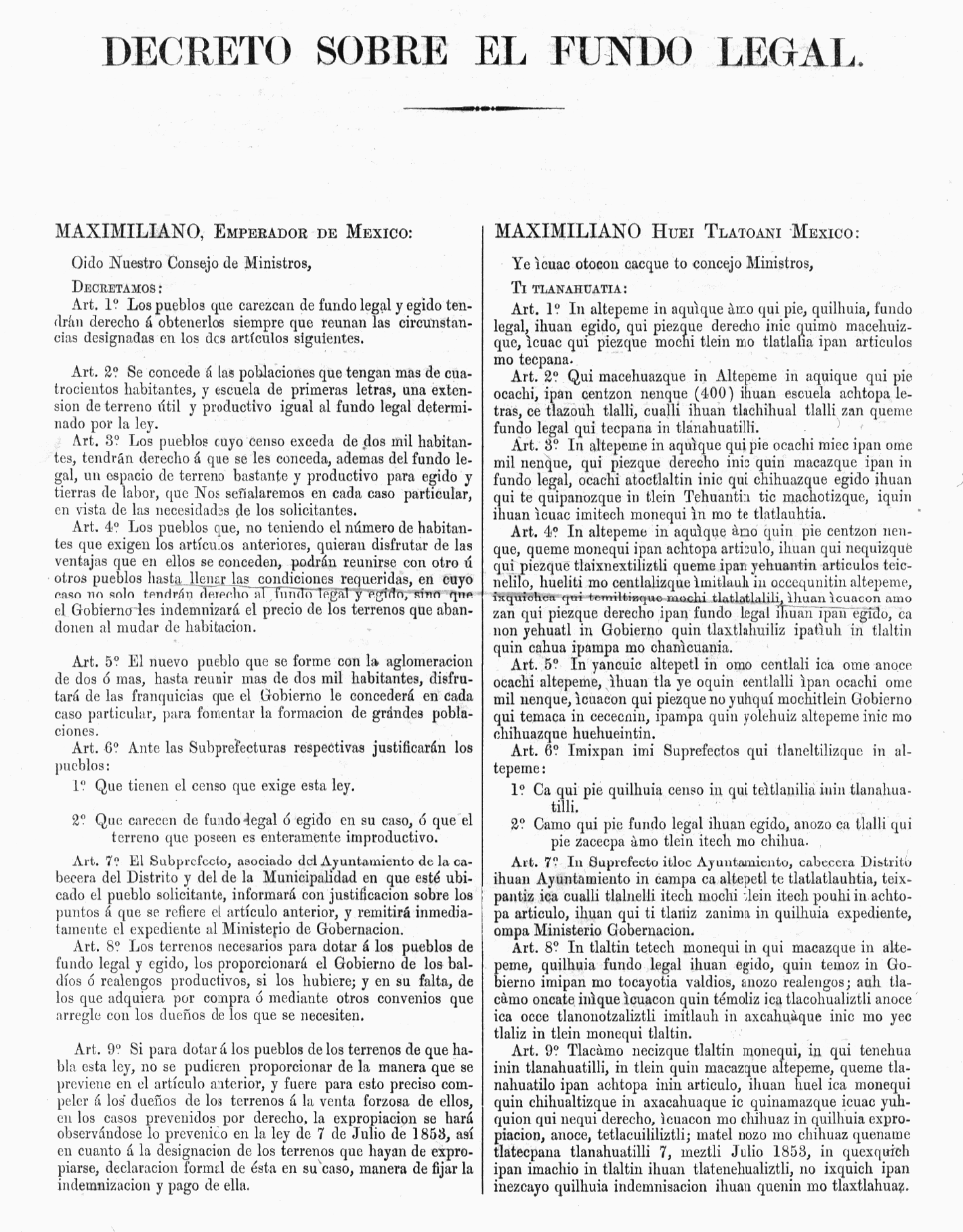
Edicto bilingüe del Segundo Imperio mexicano.

Fue muy importante para Maximiliano emitir sus decretos en náhuatl y en español, ya que era consciente de que era necesario acercarse a los ciudadanos en su propia lengua. Además, el emperador actuó como un padre protector de los indígenas, incluyéndolos en su proyecto imperial y protegiéndolos bajo su tutela, como estaban acostumbrados a serlo durante la época virreinal. Por ello, Maximiliano se idealizó a sí mismo como la continuación del Weyi Tlahtoani, título que también incluyó en sus decretos y edictos en náhuatl.
Los invasores franceses, durante la Segunda Intervención Francesa, se interesaron por conocer todos los detalles de los pueblos indígenas de México. Uno de los mayores intereses de los franceses se volvió el náhuatl, argumentando que se podría usar el idioma mexicano para asegurar los objetivos del Imperio mexicano. El estudio de la lengua náhuatl se hizo principalmente a través de la Comisión Científica de México y la Comisión Científica Literaria y Artística de México.
En 1865, Maximiliano I emitió dos decretos bilingües (en mexicano y español) y, el 16 de septiembre de 1866, emitió un edicto, también bilingüe, sobre el fundo legal a favor de los pueblos indígenas. Para esta época, el nahuatlato más influyente fue Faustino Chimalpopoca, quien además dio clases de mexicano en la Universidad de México y escribió obras con un propósito educativo en la lengua, como el Epítome o modo fácil de aprender el idioma nahuatl o lengua mexicana.

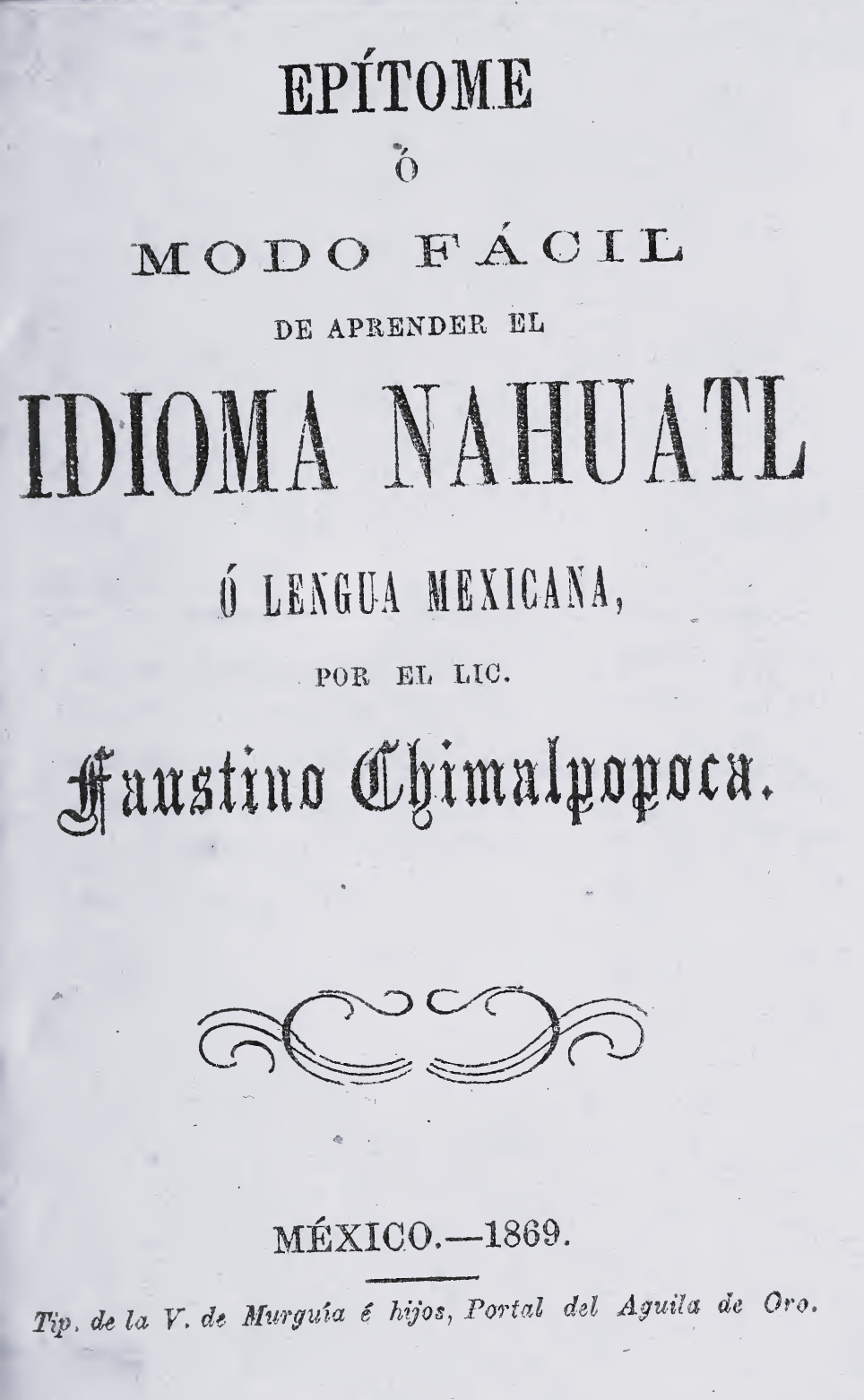
Portada de uno de los libros de Chimalpopoca.

Su influencia fue importante en el gobierno, pues el emperador escribió de él que “su afecto por el Imperio, su origen indígena y su conocimiento de la lengua mexicana le facilitarían mucho la tarea de atraer a los habitantes de la Sierra de Querétaro y hacerlos defender activamente el Imperio”. Asimismo, se volvió el intérprete oficial para escuchar peticiones y quejas de indígenas en la corte imperial.
Uno de los franceses encargados de los estudios por parte de la Comisión Científica de México fue Brasseur de Bourbourg. En su investigación también se benefició del conocimiento de Faustino Chimalpopoca. En cuanto a la Comisión Científica Literaria y Artística de México, todos sus dirigentes eran nahuatlatos (hablantes de náhuatl). Destacan el presidente José Fernando Ramírez, el vicepresidente Francisco Pimentel y el miembro Faustino Chimalpopoca. Por otra parte, los asesores de Maximiliano, todos nahuatlatos también, fueron miembros de la Sociedad Mexicana de Geografía y Estadística, entre estos, Manuel Orozco y Berra, Pimentel y Chimalpopoca.
Varios años después de la caída del Segundo Imperio, el gobierno del presidente Porfirio Díaz y las políticas porfirianas tendían a la eliminación de las lenguas nativas, buscando el desarrollo y el progreso del país bajo un nacionalismo mexicano. Sin embargo, el régimen de Díaz prestó atención a la cultura indígena de forma clásica, continuando con el privilegio de la cultura antigua y la ignorancia de la cultura indígena contemporánea.
Durante este tiempo, intelectuales mexicanos buscaron realizar una gramática estándar del idioma mexicano tomando como base las variantes de náhuatl central para la escritura y la ortografía. Asimismo, el idioma mexicano en Tlaxcala continuaba siendo la lengua hablada de sus habitantes, principalmente de forma oral. Próspero Cahuantzi, el gobernador del estado de Tlaxcala, hablaba mexicano directamente con caciques en la plaza de la capital y escribió en su lengua.

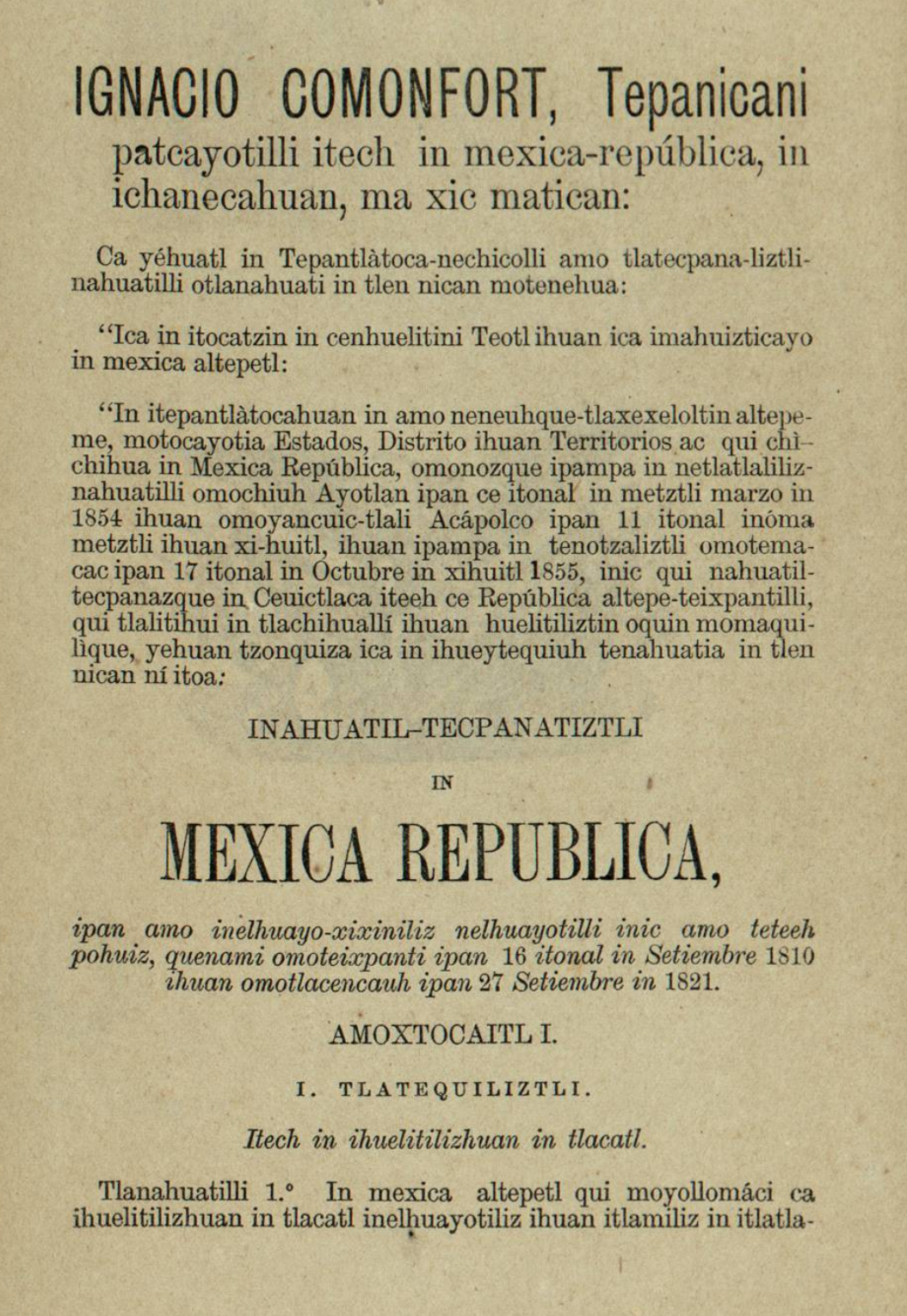
Constitución Mexicana de 1857 en náhuatl.

Un hito en su tiempo fue la traducción de la Constitución de 1857 al náhuatl por parte de Miguel Trinidad Palma, volviéndose así la primera constitución mexicana en estar disponible en náhuatl y, en general, en un idioma autóctono. En esta última cuarta parte del siglo XIX, todavía hay testimonio de familias hablantes del náhuatl neotlaxcalteca en municipios de Nuevo León, principalmente en Guadalupe y Bustamante. Empero en este tiempo, el porcentaje de hablantes de idiomas nativos ya había disminuido al 17 % en el territorio nacional.
La pérdida de la autonomía de los neotlaxcaltecas en Coahuila también derivó en la pérdida del náhuatl como idioma común en San Esteban de Nueva Tlaxcala y Parras de la Fuente. Don Cesáreo Reyes, un nahuatlato nativo de San Esteban, explicó que cuando estudió en la escuela del pueblo fue ayudante de varios profesores que no eran nahuahablantes, ya que estos estaban impartiendo clases a estudiantes que no sabían español. Este se suma a los testimonios que demuestran que la castellanización se dio en el México independiente y a través del sistema educativo, con el objetivo de borrar la identidad indígena.
En el extranjero, también creció el interés por el estudio del idioma mexicano gracias a autores como el lexicógrafo francés Rémi Siméon, que publicó el Diccionario de la lengua náhuatl o mexicana en París en el año 1885. De 1883 a 1889 publicó diversos estudios y traducciones de los Anales o crónicas del novohispano Chimalpahin. En el año 1883, el arqueólogo Daniel Garrison Brinton publicó una edición de El Güegüense, una obra teatral anónima originalmente escrita en nahuañol (en este caso una mezcla de náhuatl de Nicaragua y español), con traducción al inglés. En 1897, Antonio Peñafiel publicó el Vocabulario gramático de la lengua náhuatl o azteca.
Además de estos, otros extranjeros que participaron en el estudio de la lengua fueron Johann Karl Eduard Buschmann y Eduard Georg Seler. Todos ellos publicaron textos nahuas con sus traducciones a idiomas como el inglés y el alemán. En México destacan los nahuatlatos Antonio Peñafiel, Cecilio Robelo y Francisco del Paso y Troncoso. Este último, que fue historiador mexicano, profesor de náhuatl y director del Museo Nacional de Arqueología, Historia y Etnología, redescubrió, publicó y dio a conocer una gran cantidad de documentos y obras escritas en el idioma como la Leyenda de los Soles.
En el año 1902, intelectuales como Justo Sierra Méndez propusieron que para la integración de los pueblos originarios a la sociedad nacional era necesaria la instrucción obligatoria en español. Justo Sierra afirmaba que “siendo la sola lengua escolar, llegará a atrofiar y destruir los idiomas locales y así la unificación del habla nacional, vehículo inapreciable de la unificación social, será un hecho”. Por otro lado, Francisco Belmar, un abogado y lingüista, fundó La Sociedad Indianista, agrupando lingüistas y antropólogos que estudiaron y lucharon por mantener las lenguas indígenas.

### Época contemporánea
Con la Revolución mexicana se desarrolla un renacer indigenista, apreciando la cultura intelectual, específicamente la literatura oral, de los pueblos originarios en México. El náhuatl destaca por el interés en investigaciones lingüísticas. Por otro lado, el sistema educativo del siglo XX se volvió el responsable del desplazamiento lingüístico masivo de las lenguas indígenas. Cabe destacar que el revolucionario Emiliano Zapata, tras varios años combatiendo en la Revolución Mexicana, emitió dos manifiestos en náhuatl el 27 de abril de 1918.

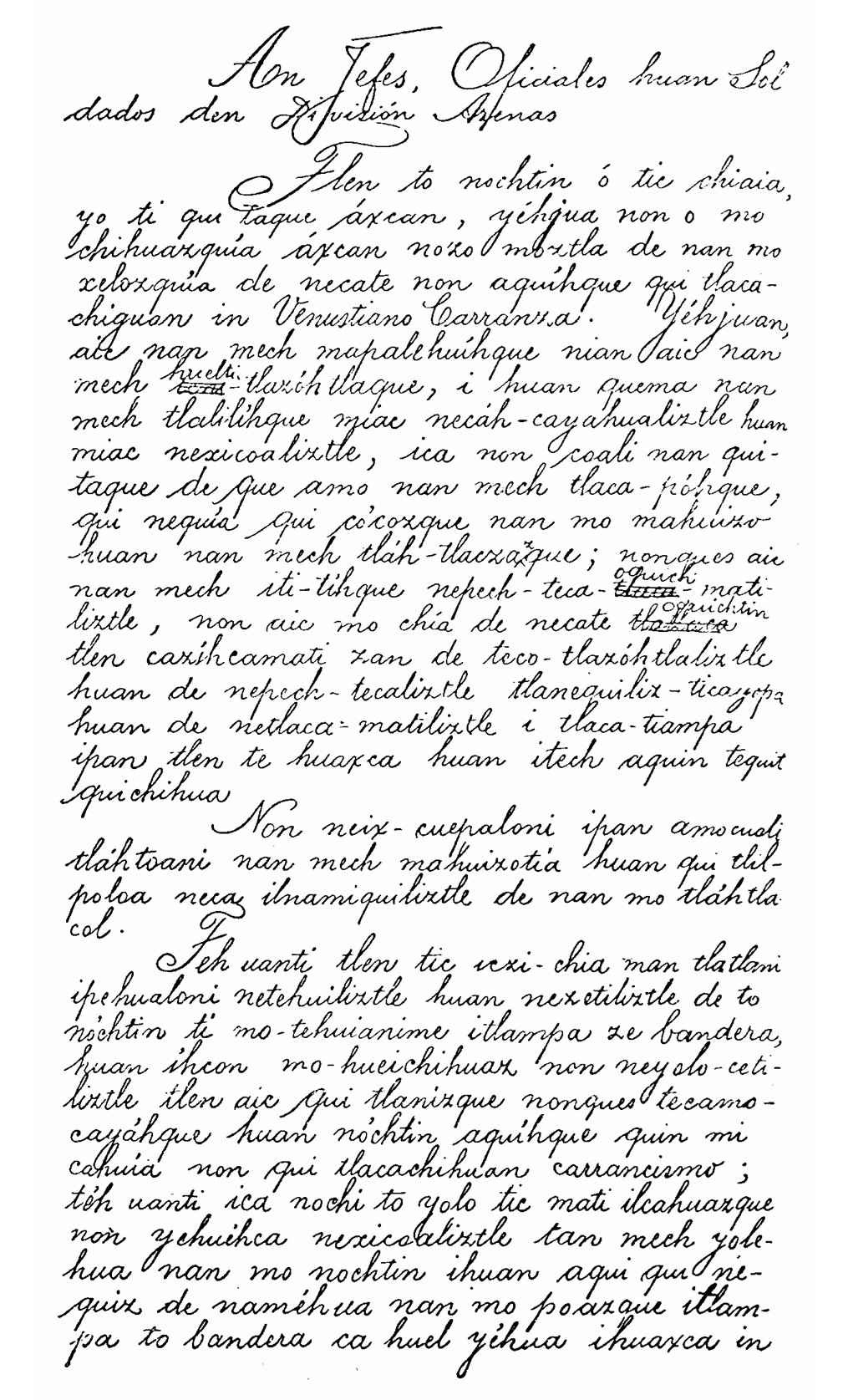
Manifiesto de Emiliano Zapata en náhuatl emitido durante la Revolución mexicana.

En 1919, Manuel Gamio, el padre de la antropología moderna de México, llevó a cabo una enorme investigación, rescatando testimonios de la literatura oral del Valle de Teotihuacán, entre otras cosas, junto con el lingüista Pablo González Casanova. Además, se postuló que, para realizar este tipo de trabajos, era imprescindible conocer el idioma náhuatl. Por otro lado, en el ámbito educativo, Gregorio Torres Quintero, autor de la Ley de Instrucción Rudimentaria, estaba en contra de usar una lengua vernácula para la enseñanza del español.
Ese mismo año, en un expediente que los maestros debían llenar por orden del sistema educativo tlaxcalteca se preguntó si se impartían moralidad y cívica a los estudiantes, a lo que el profesor Andrés Lima contestó que sí las había impartido “y como me encuentro en un lugar donde hablan el mexicano me veo obligado, para hacerme entender de hablar en su idioma”. Ya que en Tlaxcala no existía ninguna ley que prohibiera el uso del mexicano en escuelas, esta sucedió efectivamente.
Durante la época posrevolucionaria no hubo quejas de los políticos sobre la educación tlaxcalteca en mexicano. De hecho, los profesores bilingües utilizaban la lengua habitualmente y eran solicitados por los pueblos. Aunque se preparaba gente para cubrir cargos con alfabetización en español, el uso del mexicano continuó en la vida cotidiana.
En el año 1926, José Manuel Puig Casauranc inició un proyecto llamado Casa del estudiante indígena, con el objetivo de alentar la conservación de la lengua hablada al mismo tiempo que se aprendía español. Más tarde, con Narciso Bassols en la Secretaría de Educación Pública, se comienza a desarrollar un enfoque en la educación rural. En 1929, con la creación de la SEP, se comienza a promover el término "náhuatl" para referirse al idioma mexicano.
A partir de los años treinta comenzó una valorización de la lengua náhuatl de manera fonológica y se buscó escribirla y reglamentarla con base en sus propias características, lo que se conoce como "escritura moderna" y que comenzó a promoverse en la educación desde la segunda mitad del siglo XX, contrario a la forma de escribir el mexicano usada en los textos clásicos, la "escritura tradicional". Solo hasta 1934, con el gobierno del presidente Lázaro Cárdenas, surge un verdadero interés institucional por comprender y estudiar la cultura indígena, intentando revertir la tendencia de la incorporación forzada a la cultura nacional, lo que de hecho no pasó y continuó la pérdida hasta los años ochenta.
En 1936 se creó el Departamento de Asuntos Indígenas con el objetivo de apoyar a los pueblos rurales. Para alfabetizar a los pueblos se contrataban jóvenes que supieran hablar un poco de español y su lengua materna, el náhuatl, otorgándoles un curso de medio año sobre docencia para establecer el español como lengua única al volver a sus comunidades de origen. Varios años después, la SEP produjo ediciones de cartillas bilingües de alfabetización en náhuatl, maya, otomí y purépecha. Esto se realizó con el objetivo de enseñar a leer en el idioma indígena y alfabetizar en español.

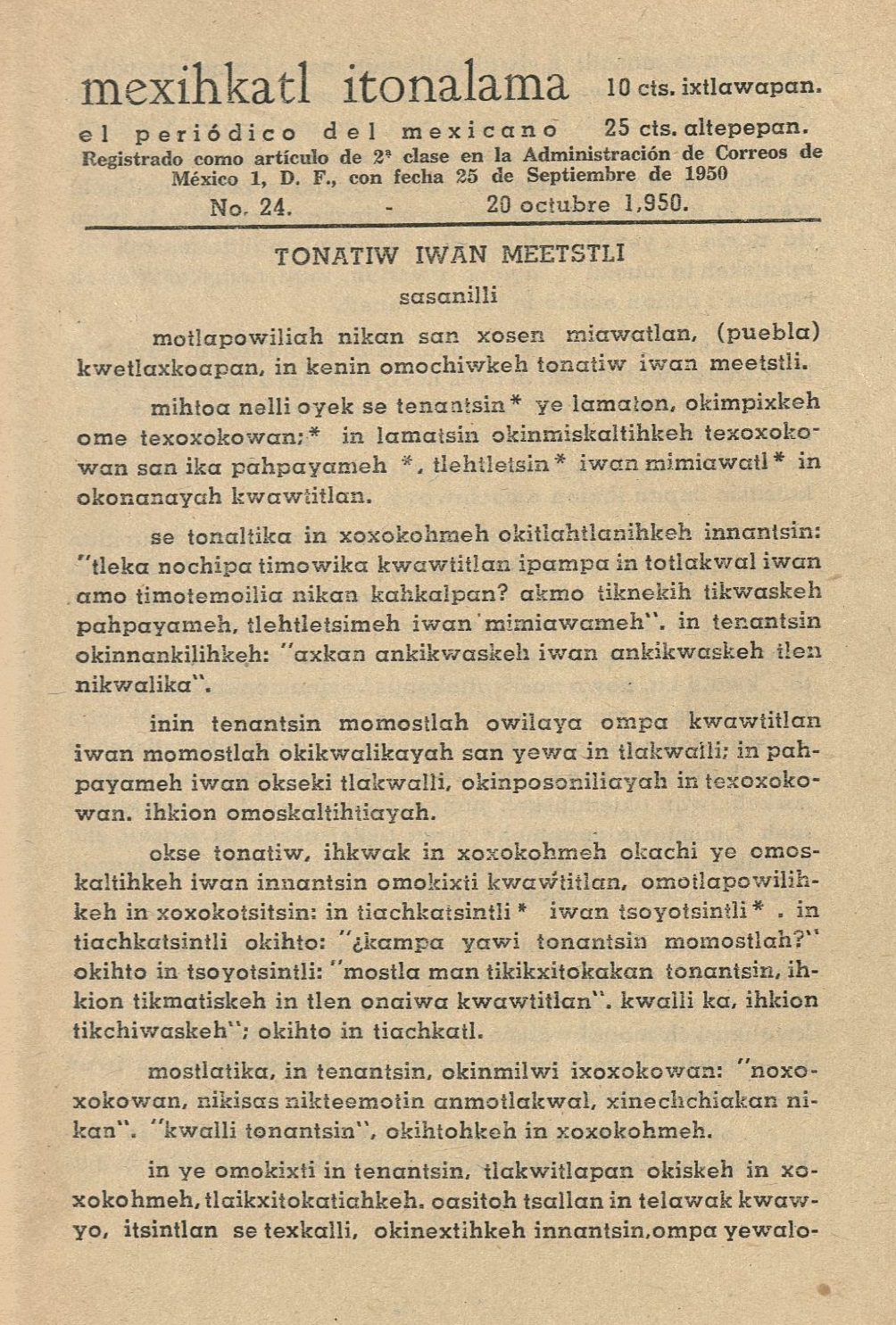
Página del Mexihkatl Itonalama con la narración “Tonatiw iwan meetstli”.

La revista Tlalocan, fundada por R. H. Barlow, estadounidense experto en la lengua náhuatl, y George T. Smisor, se comenzó a publicar en 1943 de forma física. Años después, Fernando Horcasitas, miembro del Instituto de Investigaciones Antropológicas de la UNAM, asumió el cargo de editor junto con Ignacio Bernal. Al renunciar este último en la edición VII, Horcasitas solicitó el apoyo de Miguel León Portilla, con quien comenzó a editar la revista en las ediciones siguientes, sumándose Karen Dakin varios años después.
A principios de 1950, R. H. Barlow y Miguel Barrios Espinosa, un educador nahua, crearon el Mexihkatl Itonalama, un periódico en idioma mexicano que circuló por varios pueblos de los estados de México, Puebla y Morelos, en el cual también participó la famosa escritora nahua Luz Jiménez. En este periódico aparece por primera vez una ortografía moderna para escribir la lengua. De hecho, el primer número del periódico incluyó una sección sobre la escritura.
El Mexihkatl Itonalama publicó, además, poemas, ensayos históricos, narraciones y hasta una edición de una comedia corta titulada Se Ixewayotl san ika se Ixpantilistli, que fue originalmente escrita en el siglo XVII. La narración más conocida de este periódico se titula Tonatiw iwan meetstli, dictada a R. H. Barlow en 1949 por un nahua de Miahuatlán, Puebla, llamado Valentín Ramírez.
Un nuevo estudio y valoración de textos en lengua mexicana con sentido humanista inició con Ángel María Garibay, un filólogo e historiador mexicano, autor de libros que han servido hasta la fecha como referencia, entre estos, Historia de la literatura náhuatl, Llave del náhuatl, Poesía náhuatl, Épica náhuatl y Panorama literario de los pueblos nahuas. También editó obras como la Historia general de las cosas de Nueva España de Sahagún y la Historia de las Indias de Nueva España de fray Diego Durán.
Cambios significativos se dieron desde mediados de la década de 1980, aunque las políticas educativas en México se centraron en la castellanización de las comunidades indígenas, para enseñar puramente español y desalentar el uso de las lenguas nativas, tuvo como resultado que hoy en día un buen número de hablantes de náhuatl estén en posibilidad de escribir tanto su lengua como el español; aun así, su tasa de alfabetización en español sigue siendo muy inferior a la media nacional.
A pesar de la castellanización forzada, el náhuatl todavía es hablado por más de dos millones de personas, de los cuales alrededor del 10 % son monolingües. La supervivencia del náhuatl en su conjunto no está en peligro inminente, pero la supervivencia de ciertos dialectos sí lo está; y algunos ya se han extinguido durante las últimas décadas del siglo XX. Hoy en día se habla principalmente en las zonas rurales por una clase baja de agricultores de subsistencia indígenas. De acuerdo con el INEGI, el 51 % de los hablantes de náhuatl están involucrados en el sector agrícola y 6 de cada 10 no reciben sueldos o ganan menos del salario mínimo.

Número de hablantes por estado en el año 2020.

En 1982, por iniciativa de la Organización de Profesionistas Indígenas Nahuas A. C. (OPINAC) y alumnos y lingüistas de la Dirección General de Educación Indígena (DGEI), se llegó a un consenso general en la ciudad de Pátzcuaro sobre la escritura, desarrollándose una "ortografía práctica", la cual fue utilizada desde entonces por la Secretaría de Educación Pública (SEP) para la educación bilingüe.
Un año después, Alonso López Mar, Hermenegildo Martínez y Delfino Hernández, maestros nahuas de La Huasteca, escribieron gramáticas de mexicano en cuatro volúmenes cuyo título es Nauatlajtolmelaualistli ("La forma correcta de la lengua náhuatl"). La edición de la SEP realizó un tiraje de más de 25 mil ejemplares, dando un gran paso en el florecer actual del idioma. Ese mismo año, Delfino Hernández recibió el primer premio en el Concurso de Cuento Náhuatl con el relato Xochitlahtoleh.
En Tlaxcala, durante esa década, los gobernadores se jactaron públicamente de que iban camino al progreso pues según ellos ya no existían nahuahablantes en el estado. Si en el estado había un 80 % de población nahuahablante antes de 1910, en la actualidad esa cifra está por debajo del 5 %. Esto también indica que las instituciones tenían un criterio erróneo para considerar a una población indígena, la lengua. De esta forma, se perdió la lengua en las siguientes generaciones, por lo que, en realidad, los habitantes de hoy son los descendientes de aquellos nahuas.
En el año 1985, Natalio Hernández, también conocido por su seudónimo José Antonio Xokoyotsij, es un intelectual y poeta nahua que fundó la Asociación de los Escritores en Lenguas Indígenas (AELI), entre otras instituciones. Escribió varias obras, entre estas, quizá la más importante es el libro de poesía náhuatl titulado Xochikoskatl. Asimismo, publicó en varias revistas, como, por ejemplo, Estudios de Cultura Náhuatl.
La década de 1990 vio la aparición de cambios diametrales en las políticas del gobierno mexicano hacia los derechos indígenas y lingüísticos. La evolución de los acuerdos en el ámbito de los derechos internacionales combinada con presiones internas condujeron a reformas legislativas y la creación de organismos gubernamentales descentralizados; así, ya para el 2001 el Instituto Nacional Indigenista desapareció para darle paso a la Comisión Nacional para el Desarrollo de los Pueblos Indígenas (CDI) y el Instituto Nacional de Lenguas Indígenas (INALI) creado en 2003 con responsabilidades para la promoción y protección de las lenguas indígenas.
En particular la Ley General de Derechos Lingüísticos de los Pueblos indígenas reconoce todas las lenguas indígenas del país, incluyendo el náhuatl, como "idiomas nacionales" y da a los indígenas el derecho a utilizarlos en todas las esferas de la vida pública y privada. En el artículo 11, que garantiza el acceso a la educación obligatoria, bilingüe e intercultural. Esta ley da origen al Catálogo de las Lenguas Indígenas Nacionales en 2007. En 2008, el entonces alcalde de la Ciudad de México, Marcelo Ebrard, manifestó su apoyo al aprendizaje y la enseñanza del náhuatl para todos los empleados de la ciudad y los que trabajan en la administración pública local.

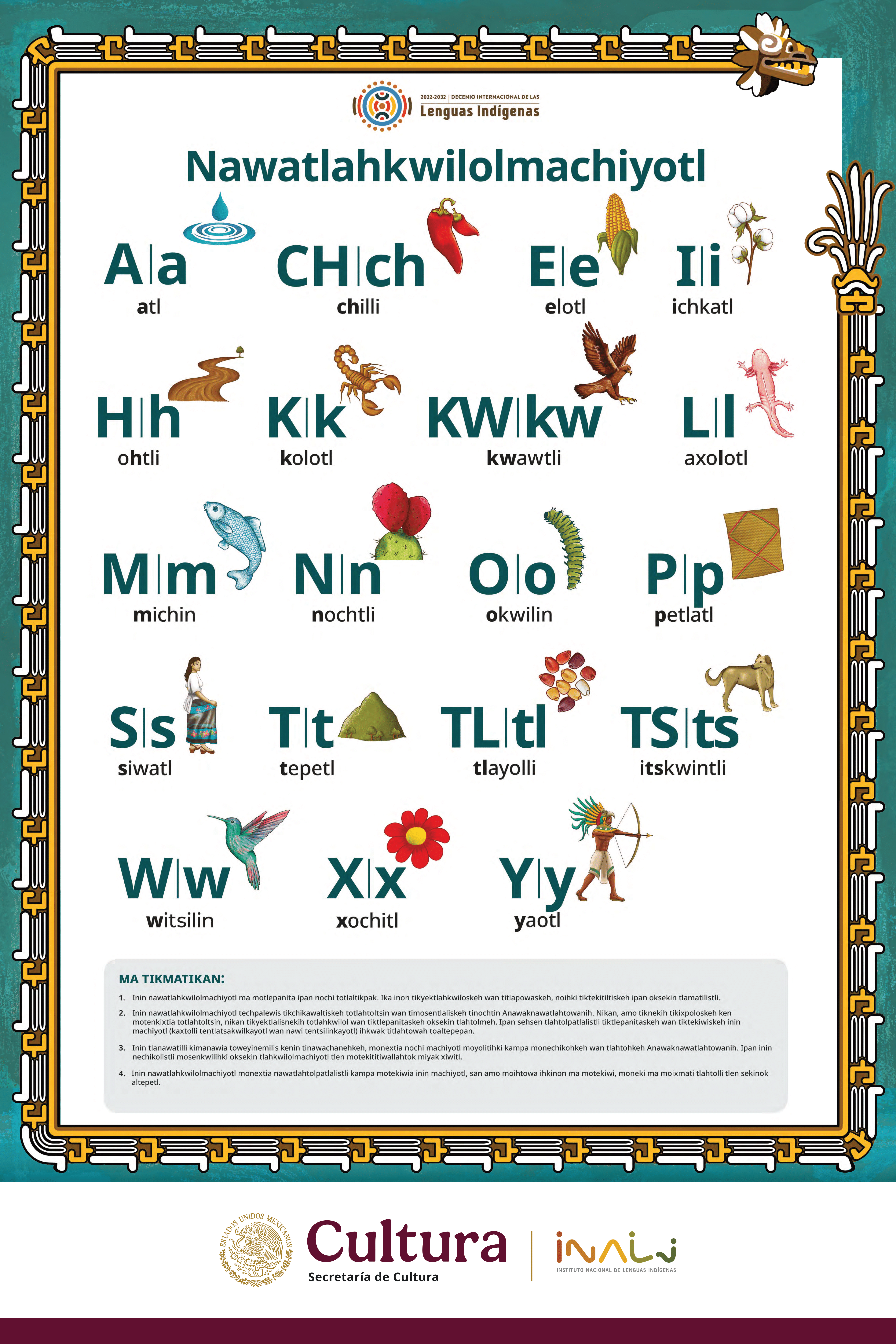
Alfabeto ilustrado del idioma náhuatl o mexicano.

En 2016 fue publicado el primer diccionario monolingüe náhuatl (en su variante huasteca) por el Instituto de Docencia e Investigación Etnológica de Zacatecas (IDIEZ), una asociación civil fundada en el año 2002 con sede en Zacatecas que promueve la revitalización, la investigación y la enseñanza del idioma náhuatl, en conjunto con la Universidad de Varsovia. El diccionario, titulado Tlahtolxitlauhcayotl, contiene 10 500 entradas, y fue realizado por John Joseph Sullivan en coautoría con hablantes nativos del idioma mexicano.
A partir del año 2018, lingüistas y maestros nahuas originarios de 16 estados del país comenzaron a colaborar con el INALI desarrollando una nueva ortografía llamada yankwiktlahkwilolli, ideada para ser la ortografía estandarizada del náhuatl. La escritura moderna tiene mucho mayor uso en las variantes modernas que en la variante virreinal, pues los textos, documentos y obras literarias de la época solían utilizar la escritura tradicional.
En los últimos años, el idioma ha ganado cada vez más popularidad, hecho que ha llevado al aumento de contenido en internet en el idioma y a la traducción de sitios web como Wikipedia, aplicaciones como Telegram Messenger y juegos como Minecraft a náhuatl. Además, hay estaciones de radio que transmiten en náhuatl en los cinco estados de México con mayor número de nahuatlatos. Por otra parte, debido a la migración en las últimas décadas se han establecido comunidades de nahuatlatos en Estados Unidos.
Hoy, gracias al IDIEZ, los académicos indígenas tienen acceso al estudio de códices prehispánicos y textos en náhuatl de la época virreinal, el cual había sido negado a los estudiantes nahuas por el sistema educativo mexicano. La institución, además, ha trabajado en la creación de materiales y planes de estudio para hacer posible una maestría monolingüe sobre civilización nahua en la Universidad Autónoma de Zacatecas. La Universidad Veracruzana también ofrece una maestría monolingüe en lengua y cultura náhuatl. Asimismo, diversas universidades en Estados Unidos ofrecen clases de náhuatl.
En 2020, la cámara de diputados aprobó el dictamen con proyecto de decreto que reconoce como lenguas oficiales al español, al mexicano y a las demás lenguas indígenas, las cuales tendrían la misma validez en términos de la ley. Un año después, el Senado de la República aprobó la reforma del artículo 2 de la Constitución mexicana, reconociendo el español, el mexicano, el maya, el mixteco y otras 65 lenguas como oficiales a nivel nacional.
La Organización del Pueblo Indígena Nahua de Honduras (OPINAH) comenzó en el año 2022 un proceso para la recuperación del idioma náhuatl y su enseñanza en las escuelas de tipo EIB (Escuela Intercultural Bilingüe) para las comunidades nahuas originarias de cuatro diferentes municipios en el departamento de Olancho. Uno de los objetivos es lograr la formación de docentes, jóvenes y líderes nahuas en la lengua náhuatl.
Desde el inicio del Decenio Internacional de Lenguas Indígenas (DILI 2022-2032) se están llevando a cabo diferentes políticas relacionadas con la expansión de los idiomas nacionales en los ámbitos de la educación y espacios públicos, además de los medios de comunicación. La presencia del náhuatl en los medios está ganando fuerza, como se puede ver en la inclusión del náhuatl en las transmisiones en vivo de la Copa Mundial de Fútbol de 2022. En 2023, el estado de Morelos estableció la enseñanza obligatoria del idioma en todas las escuelas de la entidad. En 2024, los debates presidenciales de México se transmitieron con traducción en vivo a náhuatl, maya y tsotsil.

## Formas históricas principales

### Paleonahua
Los rasgos que destacan e identifican a las variantes paleonahuas son:
- Preservación del sonido [t]. Ejemplo:
  - paleonahua /siwat/ [ˈsiwaːt] ('mujer') → neonahua /sowatl/ [ˈsowat͡ɬ] (cf. pipil siwat [ˈsiwat]).
- Uso de la vocal cerrada [u]. Ejemplo:
  - paleonahua /ukwilin/ [uˈkʷilin̥] ('gusano') → neonahua /okwilin/ [oˈkʷilin̥] (cf. pochuteco ugꞌlóm [ugˀˈlom]).
- Preservación de [a]. Ejemplo:
  - paleonahua /ahakat/ [aˈhakat] ('viento') → neonahua /yehyekatl/ [jeʔˈjekat͡ɬ] (cf. pipil ejekat [eˈhekat]).
- Uso de tres absolutivos: /-t/, /-ti/ e /-in/. Ejemplos:
  - paleonahua /nalwat/ ('raíz') → neonahua /nelwatl/.
  - paleonahua /tixti/ ('masa') → neonahua /textli/.
  - paleonahua /ahsilin/ ('liendre') → neonahua /ahselin/.
- Uso del plural /-mih/. Ejemplo:
  - paleonahua /masat/ ('venado') > /masamih/ ('venados') → neonahua /masatl/ > /mamasah/.
- El sufijo plural no reemplaza el absolutivo /-in/. Ejemplo:
  - paleonahua /tuchin/ ('conejo') > /tuchinmih/ ('conejos') → neonahua /tochin/ > /totochtin/.
- Uso del sufijo pretérito /-ki/ en la segunda conjugación. Ejemplo:
  - paleonahua /kikuhki/ ('lo compró') → neonahua /okikow/.
- Uso del sufijo de agente /-ket/. Ejemplo:
  - paleonahua /yahket/ ('peregrino') → neonahua /yawki/.
  - paleonahua /temachtihket/ ('maestro') → neonahua /temachtihki/.

### Neonahua
Los rasgos que destacan e identifican a las variantes neonahuas son:
- Desarrollo del sonido [t͡ɬ] (posible influencia totonaca).[25] Ejemplo:
  - paleonahua /uhti/ [ˈuhtɪˀ] ('camino') → neonahua /ohtli/ [ˈoʔt͡ɬɪˀ] (cf. pipil ujti [ˈuhti]).

- Uso de la vocal semicerrada [o]. Ejemplo:
  - paleonahua /ulut/ [ˈuːluːt] ('olote') → neonahua /olotl/ [ˈoːloːt͡ɬ] (cf. pipil ulut [ˈulut]).
- Desarrollo de y- inicial delante de [e]. Ejemplo:
  - paleonahua /epat/ [ˈepat] ('zorrillo') → neonahua /yepatl/ [ˈjepat͡ɬ].
- Uso de cuatro absolutivos: /-tl/, /-tli/, /-li/ e /-in/. Ejemplos:
  - paleonahua /atimit/ ('piojo') → neonahua /atemitl/.
  - paleonahua /nekti/ ('miel') → neonahua /nekwtli/.
  - paleonahua /takwal/ ('comida') → neonahua /tlakwalli/.
  - paleonahua /tuchin/ ('conejo') → neonahua /tochin/.
- Uso de los plurales /-meh/ y /-tin/; pérdida del absolutivo /-in/ en plural. Ejemplos:
  - paleonahua /masat/ ('venado') > /masamih/ ('venados') → neonahua /masatl/ > /masameh/.
  - paleonahua /tuchin/ ('conejo') > /tuchinmih/ ('conejos') → neonahua /tochin/ > /tochtin/.
- Desarrollo del prefijo /o-/ en pretérito y pérdida de /-ki/. Ejemplo:
  - paleonahua /kipuhki/ ('lo contó') → neonahua /okipow/.
- Tendencia a fusionar vocales en sílabas diferentes. Ejemplos:
  - paleonahua /nuuhwi/ ('mi camino') → neonahua /nohwi/.
  - paleonahua /nuiknih/ ('mi hermano') → neonahua /nokniw/.

## Ejemplos textuales de náhuatl histórico

### Náhuatl antiguo
Un cantar atribuido a Nezahualcóyotl, texto del siglo XVI.

Niquittoa Nineçahualcoyotl
 cuix oc nelli nemohua in tlalticpac.
 Annochipa tlalticpac
 çan achica ye nican.
 Tel ca chalchihuitl no xamani,
 no teocuitlatl in tlapani,
 no quetzalli poztequi,
 annochipa tlalticpac
 çan achica ye nican.
Nikihtoa niNesawalkoyotl:
 ¿kwix ok nelli nemowa in tlaltikpak?
 Ahnochipa tlaltikpak,
 san achika ye nikan.
 Tel ka chalchiwitl no xamani,
 no teokwitlatl in tlapani,
 no ketsalli posteki.
 Ahnochipa tlaltikpak,
 san achika ye nikan.

### Náhuatl virreinal
Un tocotín de Sor Juana Inés de la Cruz, del año 1676.

Tla ya timohuica,
 totlazo Zuapilli,
 maca ammo, Tonantzin,
 titechmoilcahuiliz.
 Ma nel in Ilhuicac
 huel timomaquitiz,
 ¿amo nozo quenman
 timotlalnamictiz?
Tla ya timowika,
 totlasoh Sowapilli,
 makamo, Tonantsin,
 titechmoilkawilis.
 Manel in Ilwikak
 wel timomakilis,
 ¿ahmo noso keman
 tikmotlalnamiktis?

Primer diálogo de Invención de la Santa Cruz, obra teatral del tlaxcalteca Manuel de los Santos y Salazar, de 1714.

Otlatocayotlé, quexquich yc tinechacomana quexquich yc tinechpatzmictia: o in titlatocacozticteocuitlaycpacxochitl, amo yxquich moxiuhyo moxochio yn quexquich ahhuatl cemicac quitolinitica yn noyollo netequipacholiztica; neacomanaliztica; yn pani tineci, cenca ti yectli ynic tipepetlaca timotimalohua, auh ytzintlan in moxiuhyo catqui in chichic yn tetelquic, yn huapahuac.
O tlahtohkayotle, kexkich ik tinechahkomana kexkich ik tinechpatsmiktia: o in titlahtohkakostik teokwitlaikpakxochitl, amo ixkich moxiwyo moxochiyo in kexkich ahwatl semihkak kitolinihtikah in noyollo netekipacholistika; neahkomanalistika; in pani tinesi, senkah tiyektli inik tipepetlaka timotimalowa, aw itsintlan in moxiwyo katki in chichik in tetelkik, in wapawak.

### Náhuatl moderno
Un fragmento del manifiesto escrito por el revolucionario morelense Emiliano Zapata en 1918.

Axcan cuan nonques tlalticpacchanéhque de non altepeme tlami quitzetzeloa neca tliltic amo cuali nemiliz Carrancista, noyolo pahpaqui ihuan itech nin mahuiztica, intoca netehuiloanime-tlatzintlaneca, ihuan nanmechtitlanilia ze páhpaquilizticatlápaloli ihuan ica nochi noyolo niquinyolehua nonques altepeme aquihque cate qui chihuazque netehuiliztle ipampa meláhqui tlanahuatil ihuan amo nen motenecahuilia quitlahtlaczazque in anmocualinemiliz.

Extracto de un cuento narrado por Luz Jiménez, en mexicano del centro alto, del año 1949.

lnin mikkailwitl tēnonotsalo wan tla miek tlakatl amo moneltoka tlen kihtosneki mikkailwitl. Achtokopa in nenonotsaloyah ihkwak tokoltsitsiwan, mach oyeya se telpokatl tlatsihki wan itahtsin yomomikilih; wan nantsintli okichokilihtinemiya itelpoch ika ohtlika panpa okisaya.